# Neuenheimer Feld

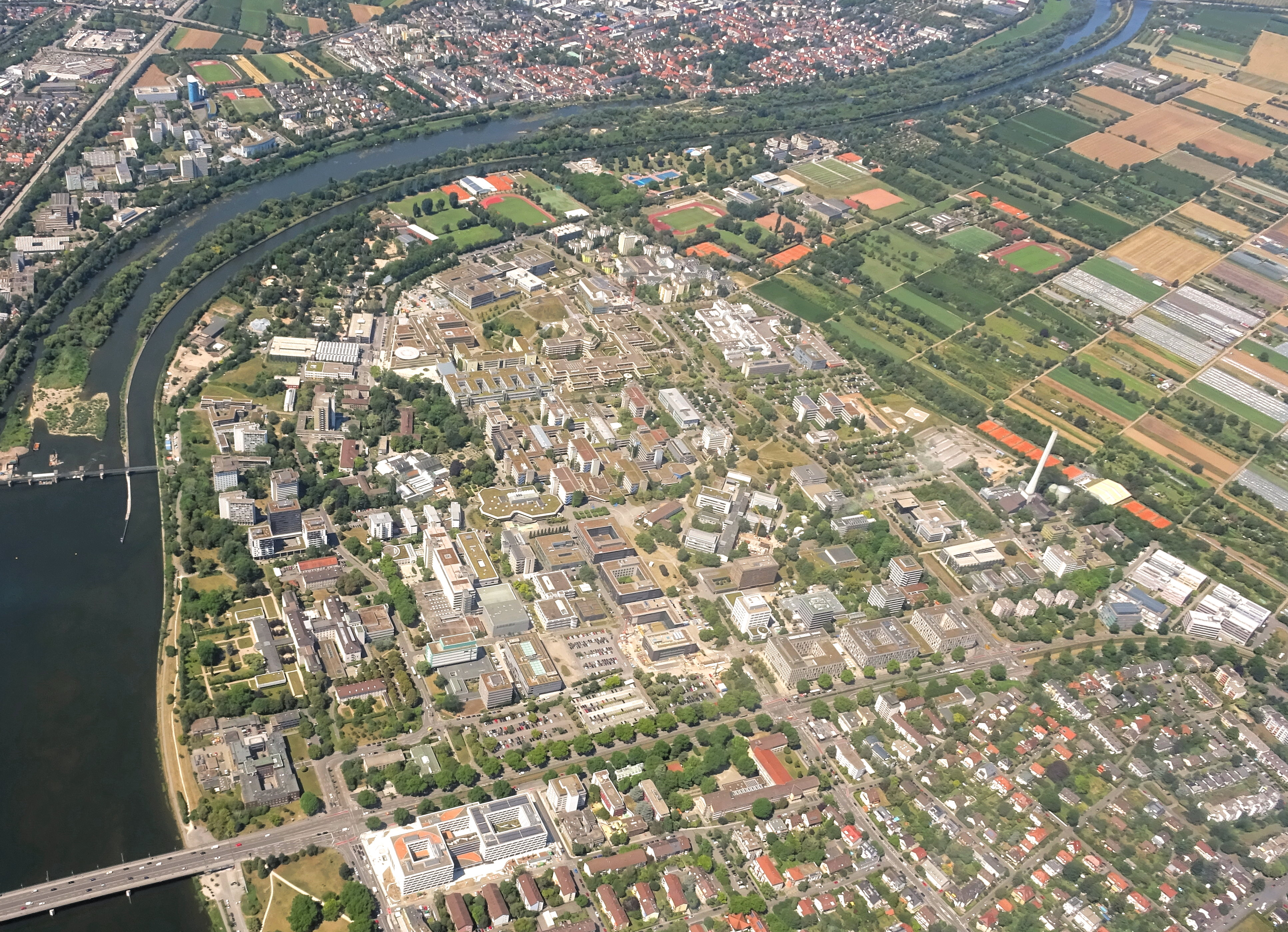
Luftbild des Campus „Im Neuenheimer Feld“

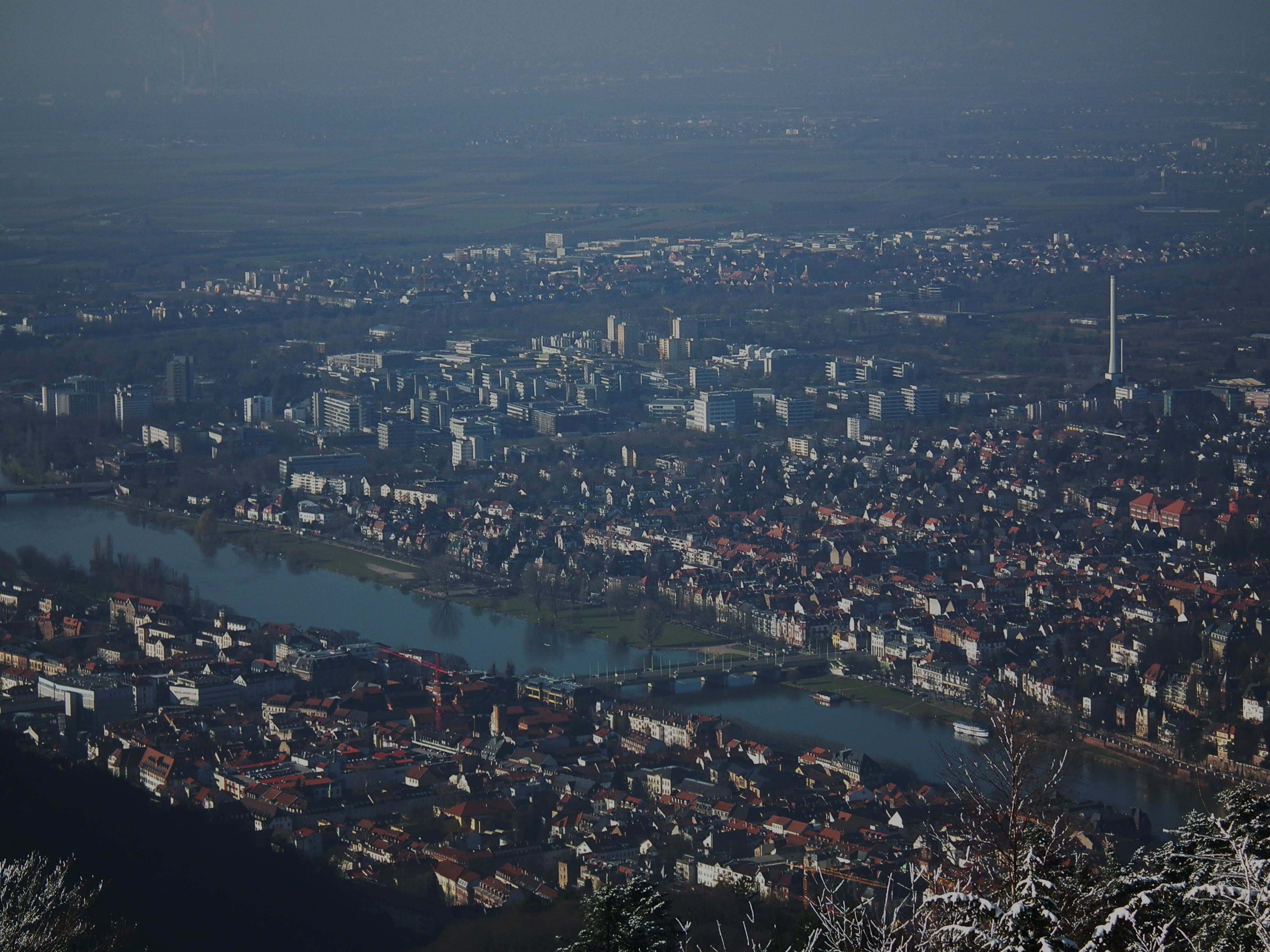
Das Neuenheimer Feld vom Königstuhl aus gesehen

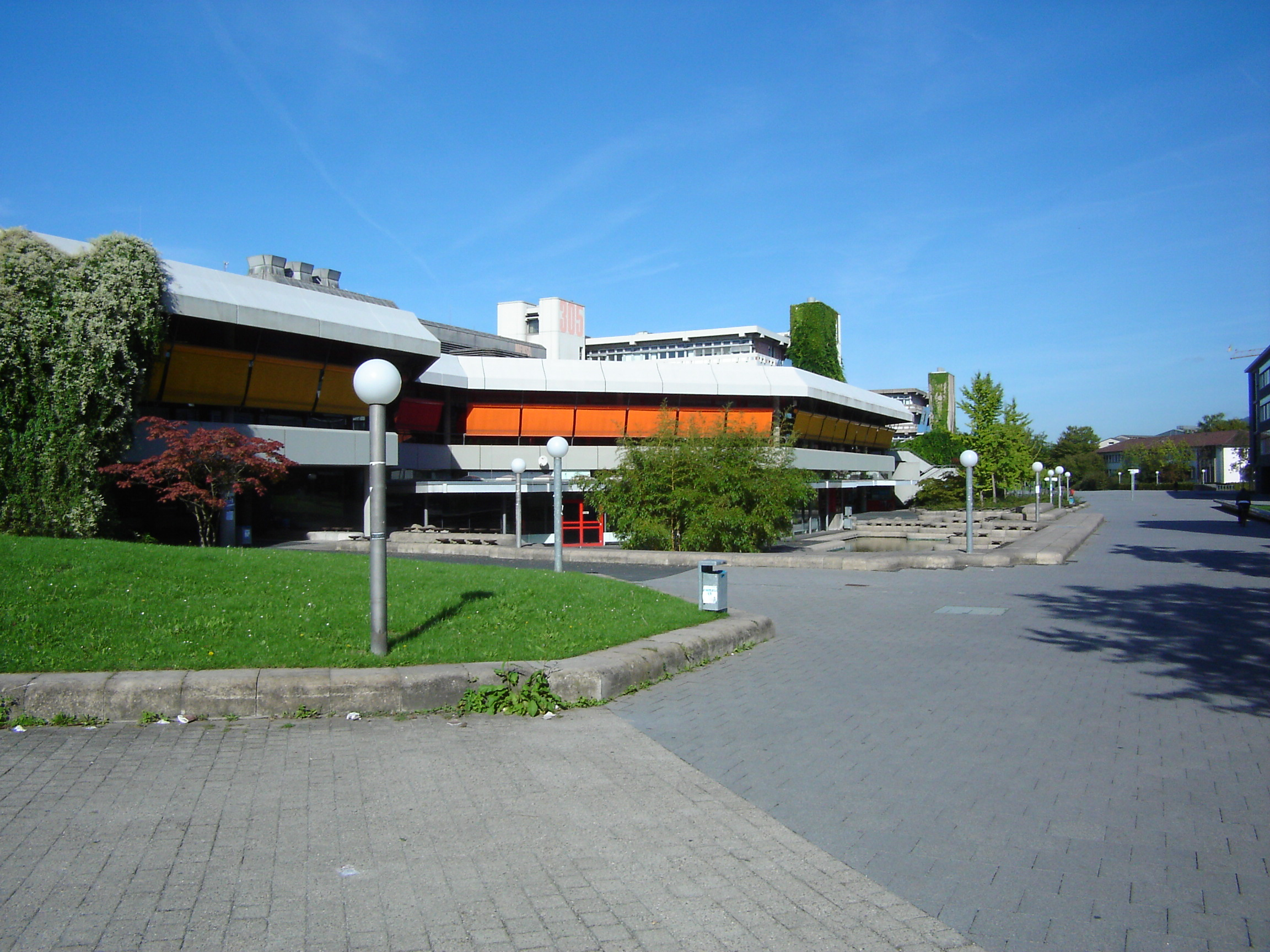
Auf dem Universitätscampus Im Neuenheimer Feld

Das Neuenheimer Feld ist ein Neubaugebiet im Westen des Heidelberger Stadtteils Neuenheim, in dem überwiegend (aber nicht ausschließlich) die naturwissenschaftlichen Fakultäten sowie Teile des Universitätsklinikums der Universität Heidelberg untergebracht sind. Der Teil nördlich des Abschnitts der Straße Im Neuenheimer Feld, der zwischen Berliner Straße und Tiergartenstraße liegt, befindet sich bereits im Stadtteil Handschuhsheim.
Ähnlich wie das nördlich angrenzende Heidelberg-Handschuhsheimer Feld wurde das Gelände bis in die 1960er Jahre weitgehend landwirtschaftlich genutzt. In der ersten Hälfte des 20. Jahrhunderts entstanden am Nordufer des Neckars mit dem 1915 hierher verlegten Botanischen Garten, dem 1930 neugegründeten Kaiser-Wilhelminstitut für medizinische Forschung (heute: Max-Planck-Institut für medizinische Forschung) und der Chirurgischen Klinik (1933–39) erste Forschungseinrichtungen. 1935 kam der auf Privatinitiative gegründete Heidelberger Tiergarten hinzu, der anstelle eines geplanten Friedhofes entstand.
Verkehrstechnisch wurde das Neuenheimer Feld schon 1928 durch die heutige Ernst-Walz-Brücke (zusätzlich zur Mönchhofstraße) angeschlossen. Über diese Brücke führt auch seit 1939 eine Straßenbahnstrecke, die ursprünglich für den Verwundetentransport gedacht war. Deshalb bestand auch ein Betriebsgleis zur Chirurgischen Klinik. Die Personenzüge endeten zunächst direkt am nördlichen Brückenkopf. Die Straße über die Ernst-Walz-Brücke wurde in den 50er Jahren als Berliner Straße verlängert. Die Verlängerung der Straßenbahn erfolgte anschließend schrittweise. Sowohl die Straßenbahnstrecke, als auch die Berliner Straße führen seitdem am östlichen Rand des Neuenheimer Feldes entlang.
Nach dem Zweiten Weltkrieg bestand erheblicher Erweiterungsbedarf der Universität, so dass die naturwissenschaftlichen Fakultäten (abgesehen von einigen Gebäuden der Fakultät für Physik und Astronomie wie dem Institut für Theoretische Physik und dem Zentrum für Astronomie) und ein Teil der Medizin als Campus-Universität ins Neuenheimer Feld verlegt wurden, wofür nahezu das gesamte Gebiet bebaut wurde.

## Anfänge der baulichen Entwicklung (1950er)
Von 1951 bis 1957 entstehen die ersten Gebäude der Kinderklinik und für eine Schwesterschule, das Botanisches Institut sowie die Institute für Mathematik und Chemie. Die meisten dieser Gebäude wurden zwischenzeitlich saniert oder sind Neubaumaßnahmen gewichen.

## Ausbau der Institute (1960er)
Das Deutsche Krebsforschungszentrum, das Institut für Sportwissenschaften, das Zoologische Institut, das Geologisch-Mineralische Institut, das Pathologische Institut, das Hörsaalgebäude der Chemischen Institute und das Universitätsbauamt werden errichtet.

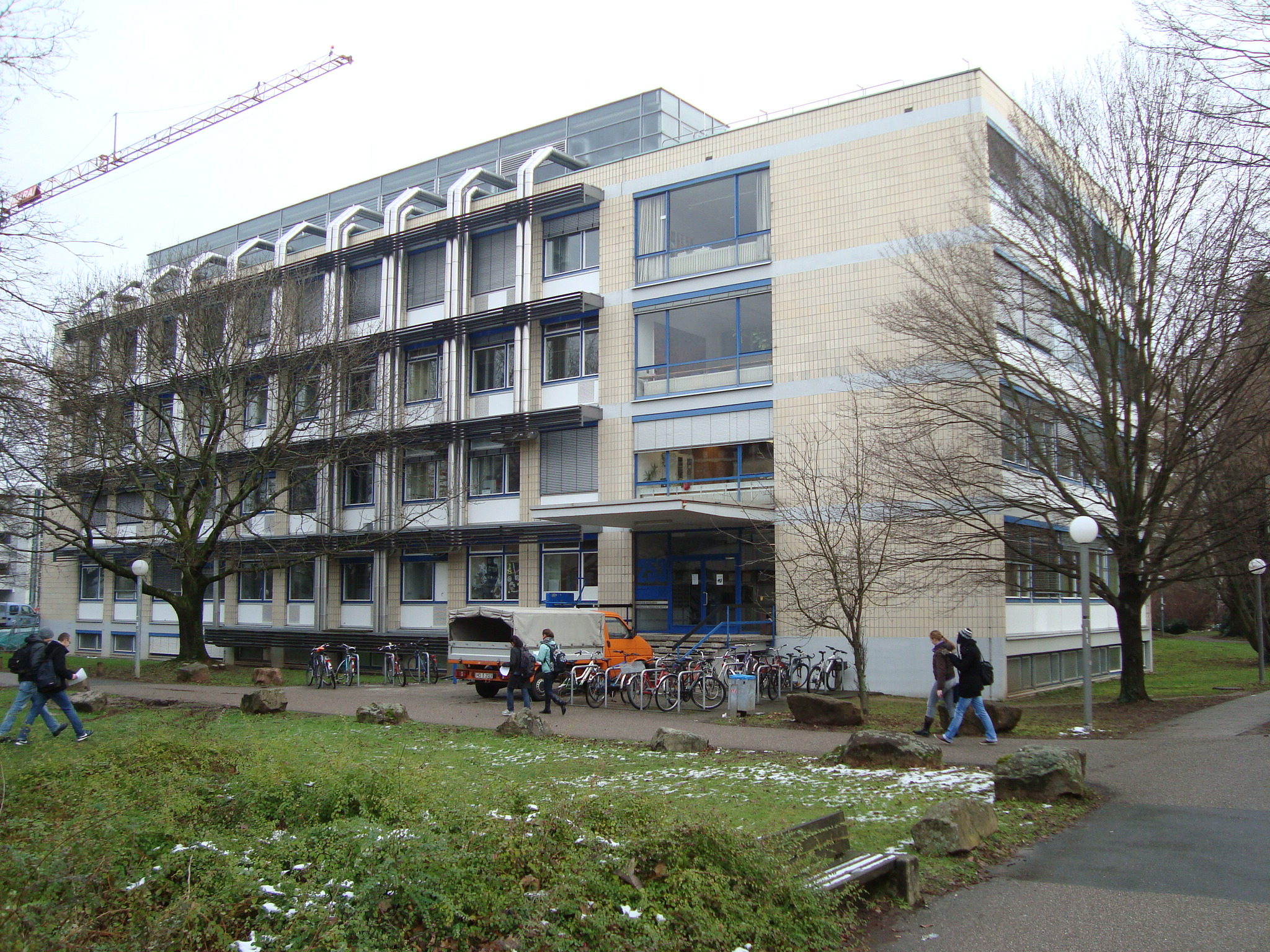
Physikalische Chemie (INF 253)
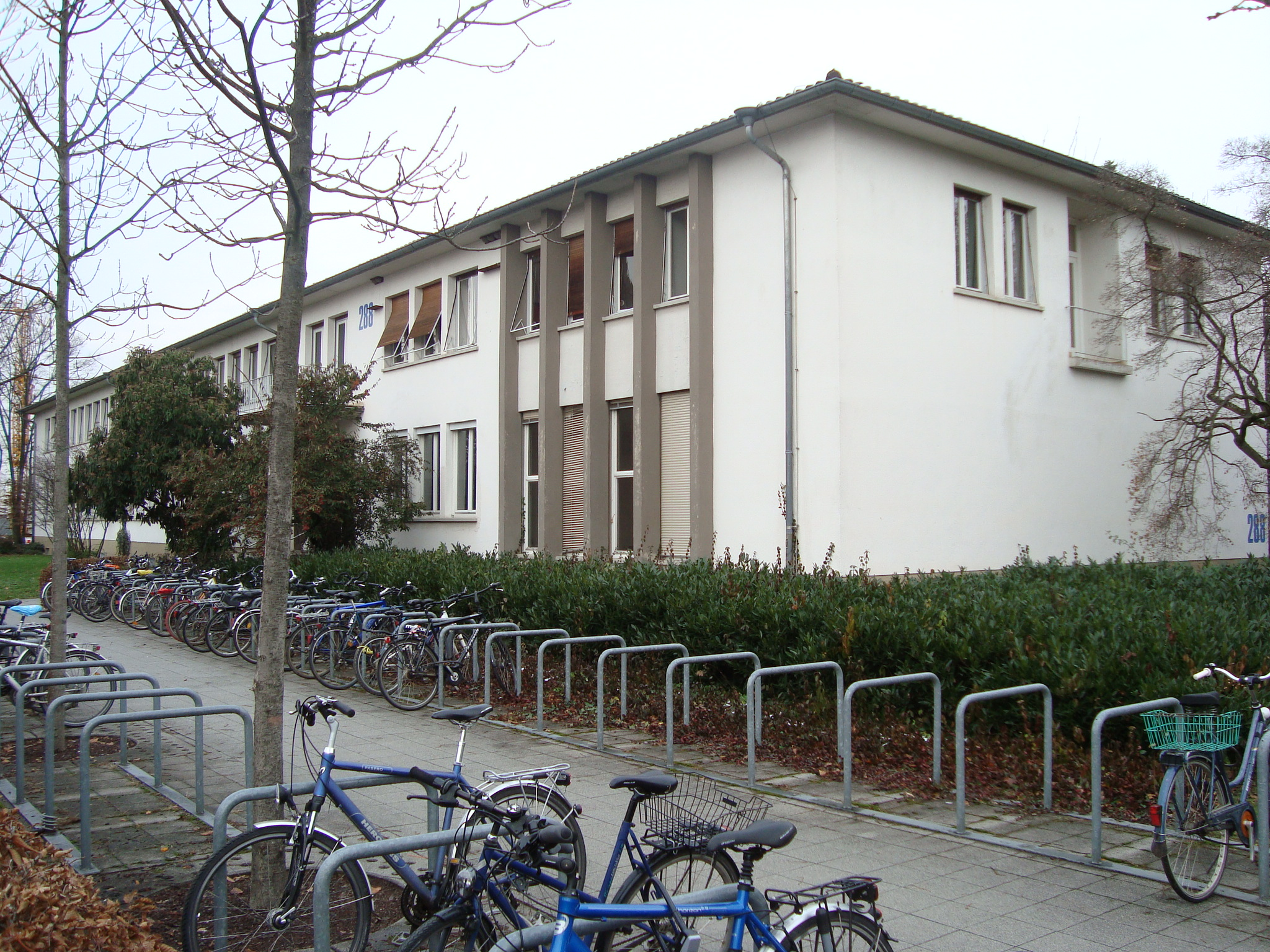
ehem. Mathematik (INF 288)
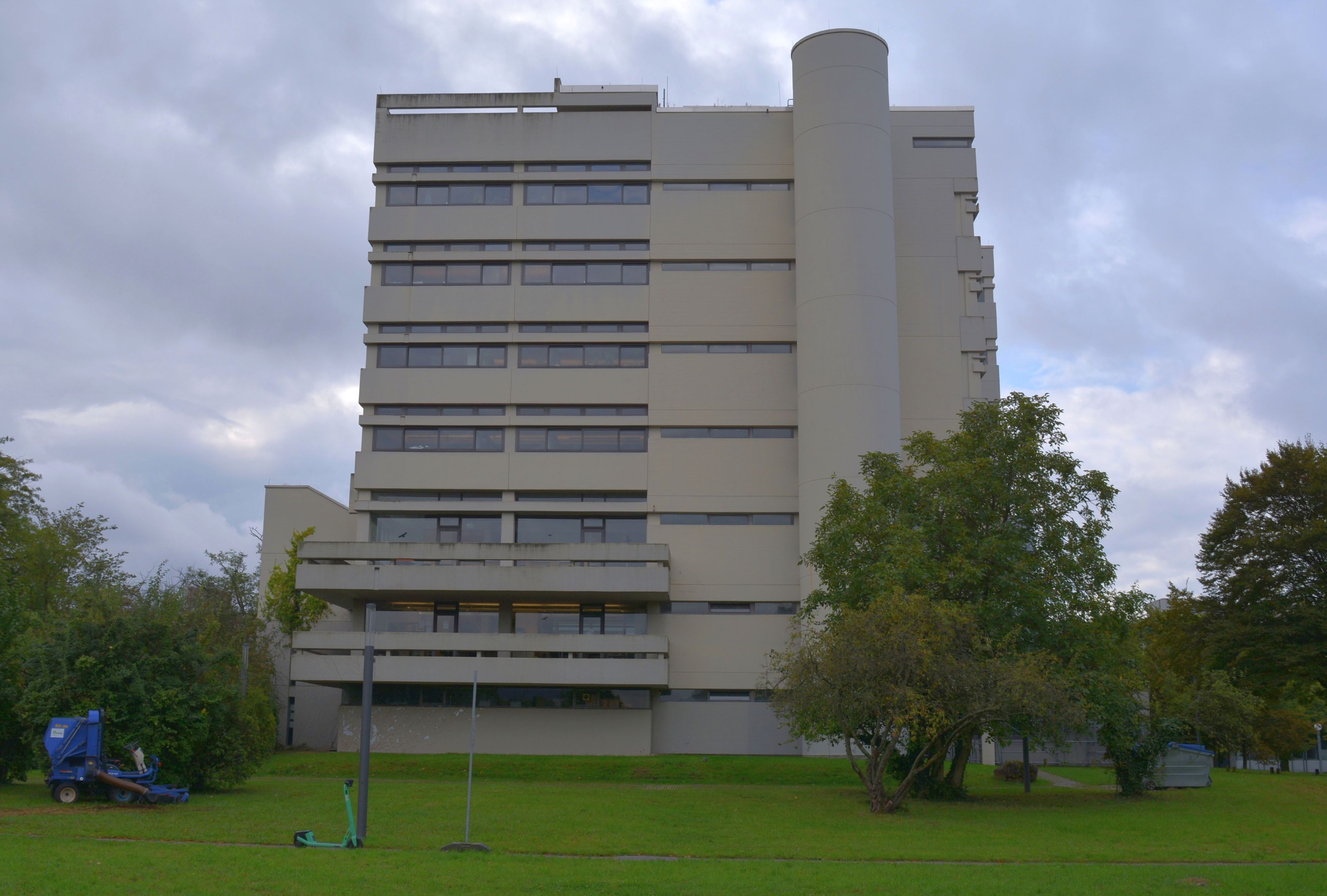
Südasien-Inst. (INF 330, Arch. Mutschler)

## Theoretikum (1970er)
In den 1970er Jahren lag der bauliche Schwerpunkt in den Medizinisch-Theoretischen Instituten, dem sog. „Theoretikum“. Dies sind gut zwei Dutzend längliche Institutsgebäude baugleichen Typs, in Nord-Süd-Orientierung die unterirdisch technisch verbunden sind. Die Gebäude variieren lediglich in der Anzahl der Geschosse. Sie haben zwischen zwei und sechs oberirdische Geschosse in einem einheitlichen Stahlbeton-Stützenraster (7,2 × 7,2 m). Jedes Institutsgebäude hat auf der Südseite einen massiven vorgelagerten Treppenhausturm mit zwei Aufzügen. An den kürzeren Ost- und West-Enden befinden sich außen liegenden Türme für die Haustechnik und Fluchttreppenhäuser. Alle Institute haben außen liegende, vollständig umlaufende Fluchtbalkone aus Beton-Fertigteilen. Es gibt ein durchgehendes Untergeschoss (−1) in dem alle Gebäude miteinander verbunden sind. In der Ebene darunter (−2) befindet sich ein Kriechkeller für die haustechnische Anbindung mit Strom, Wasser und Wärme. Alle Gebäude sind mit einem dreistelligen Nummerncode (INF 301 usw.) versehen.

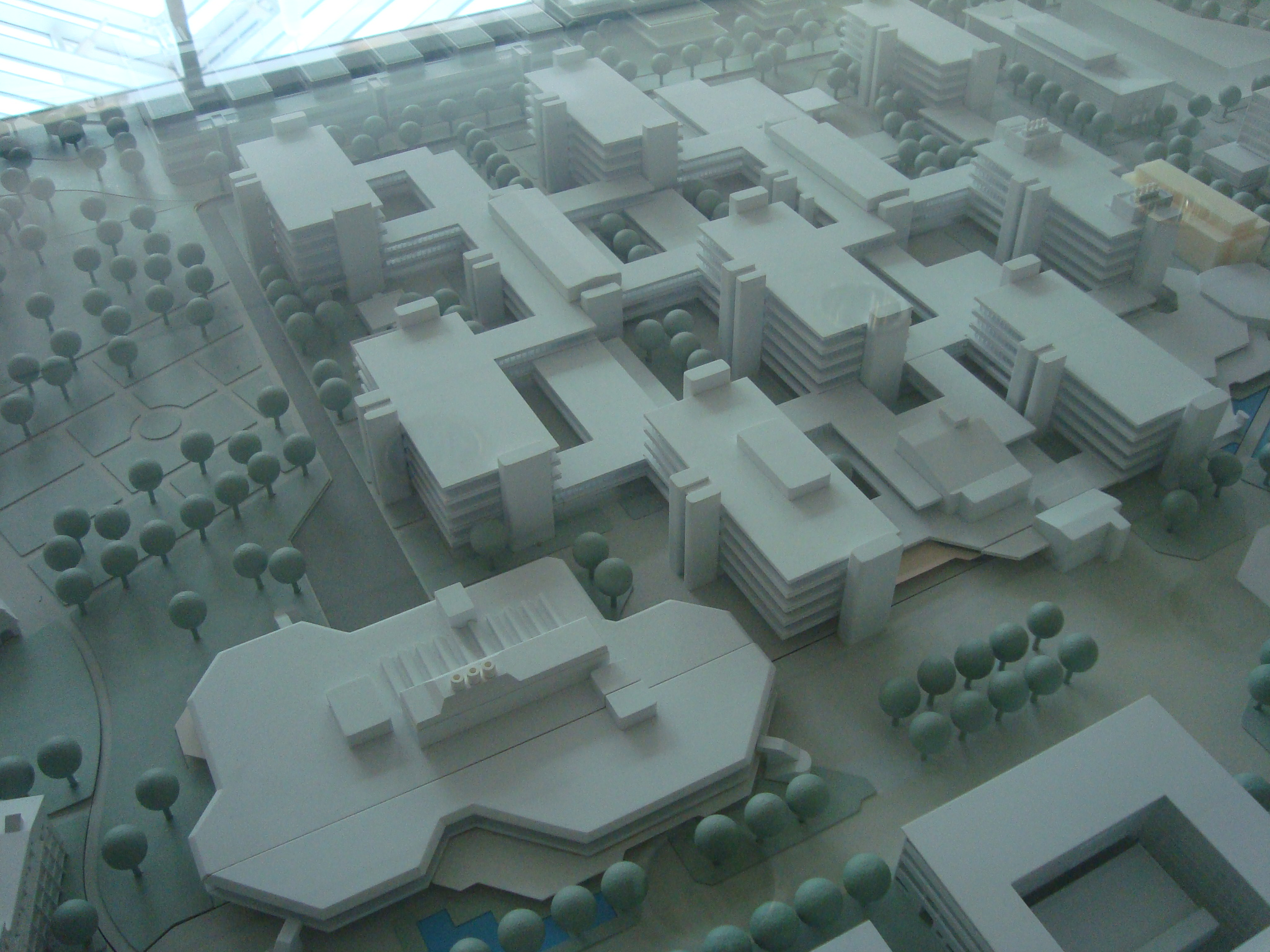
Modell des Theoretikums mit Mensa (Vordergrund)
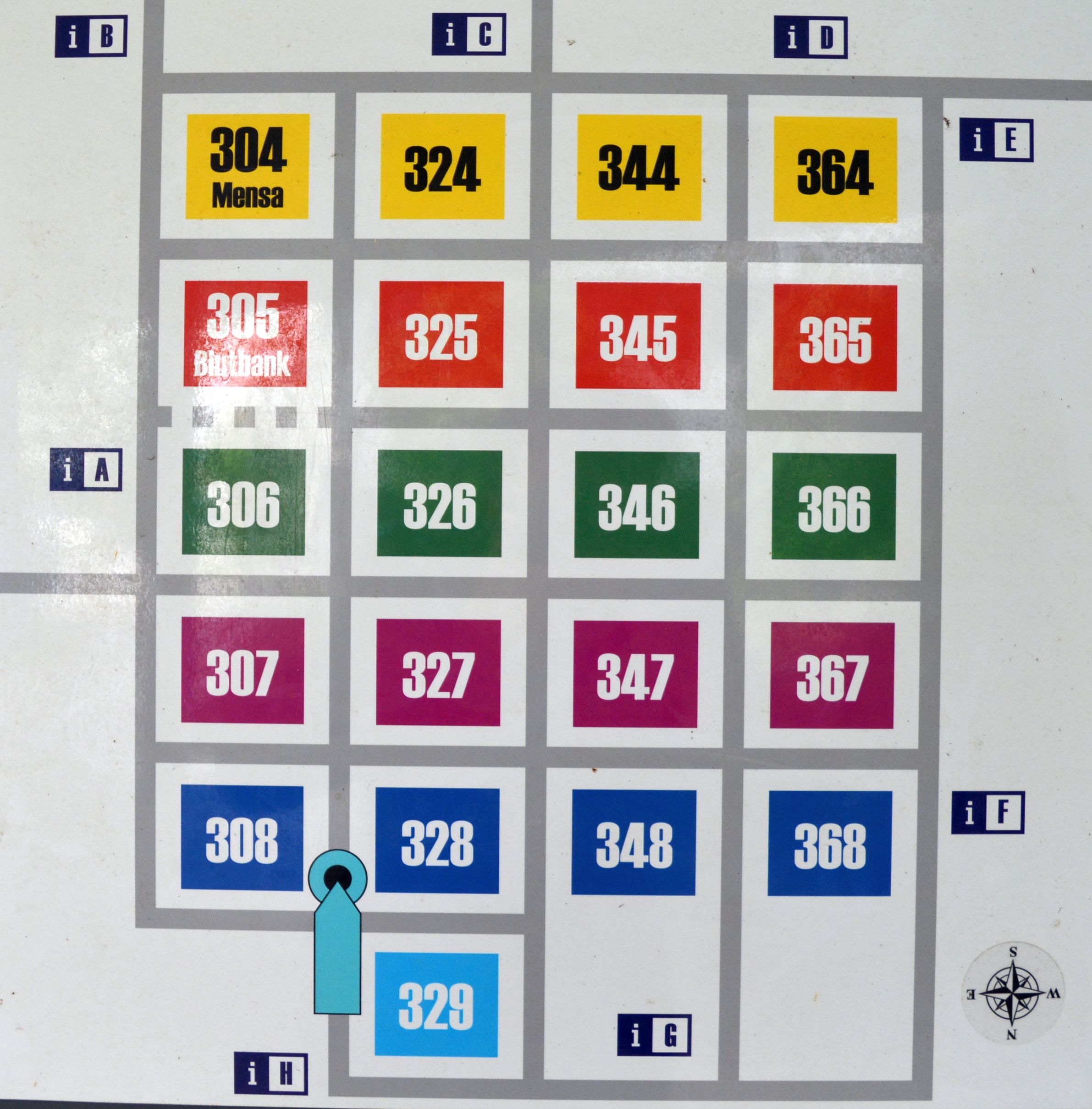
Lageplan Theoretikum
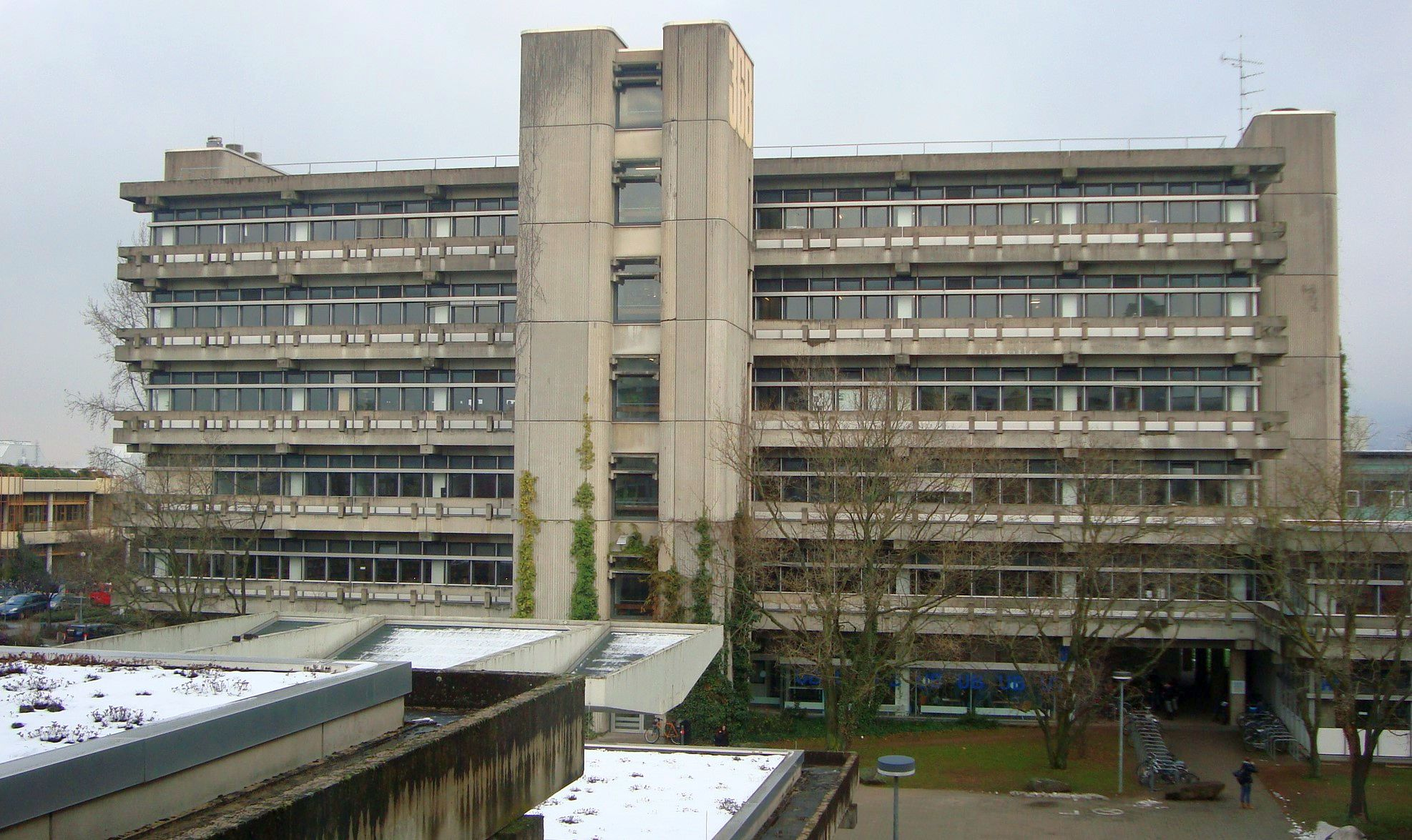
Bibliothek (INF 368)
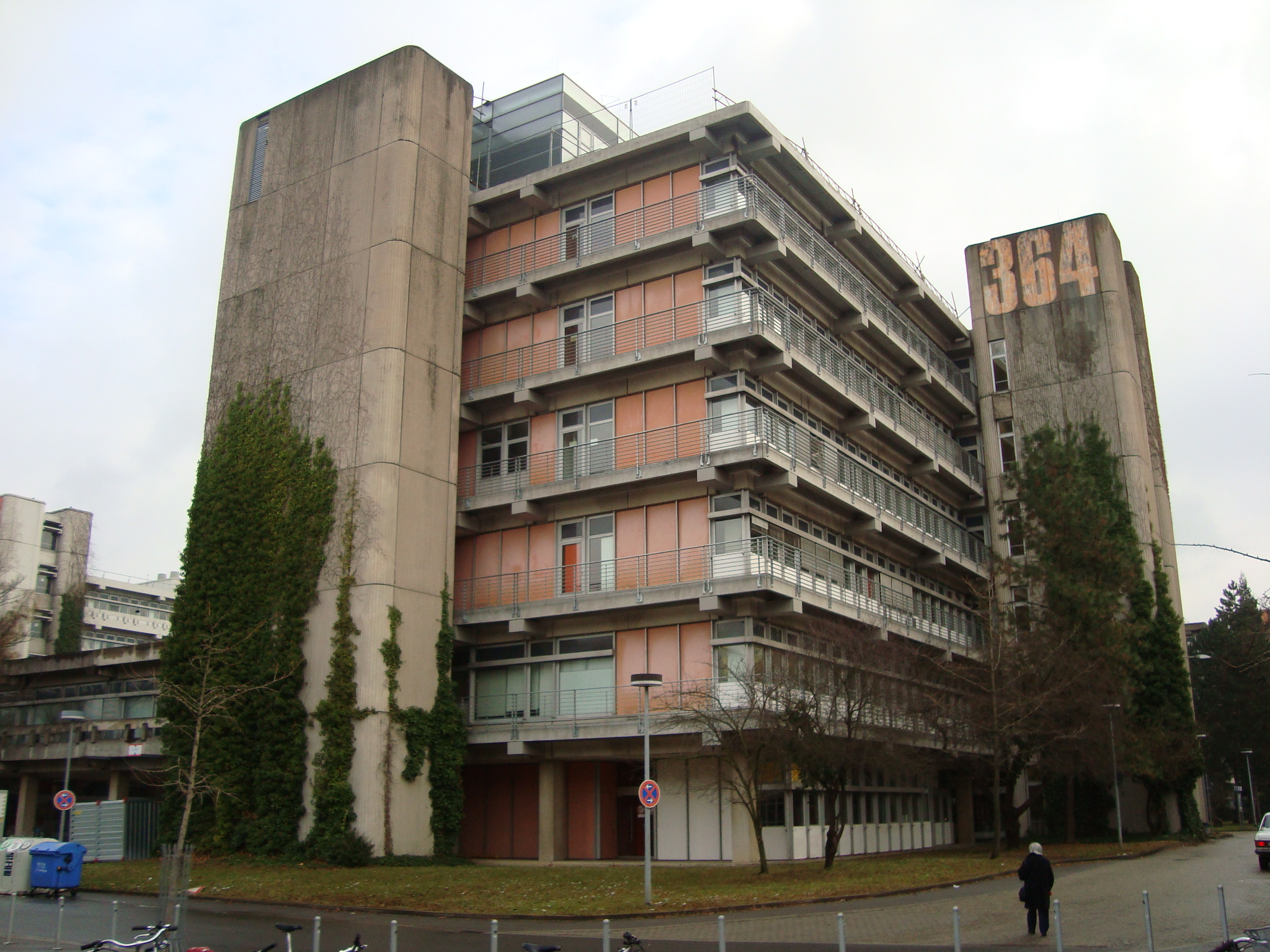
Pharmazie (INF 364)
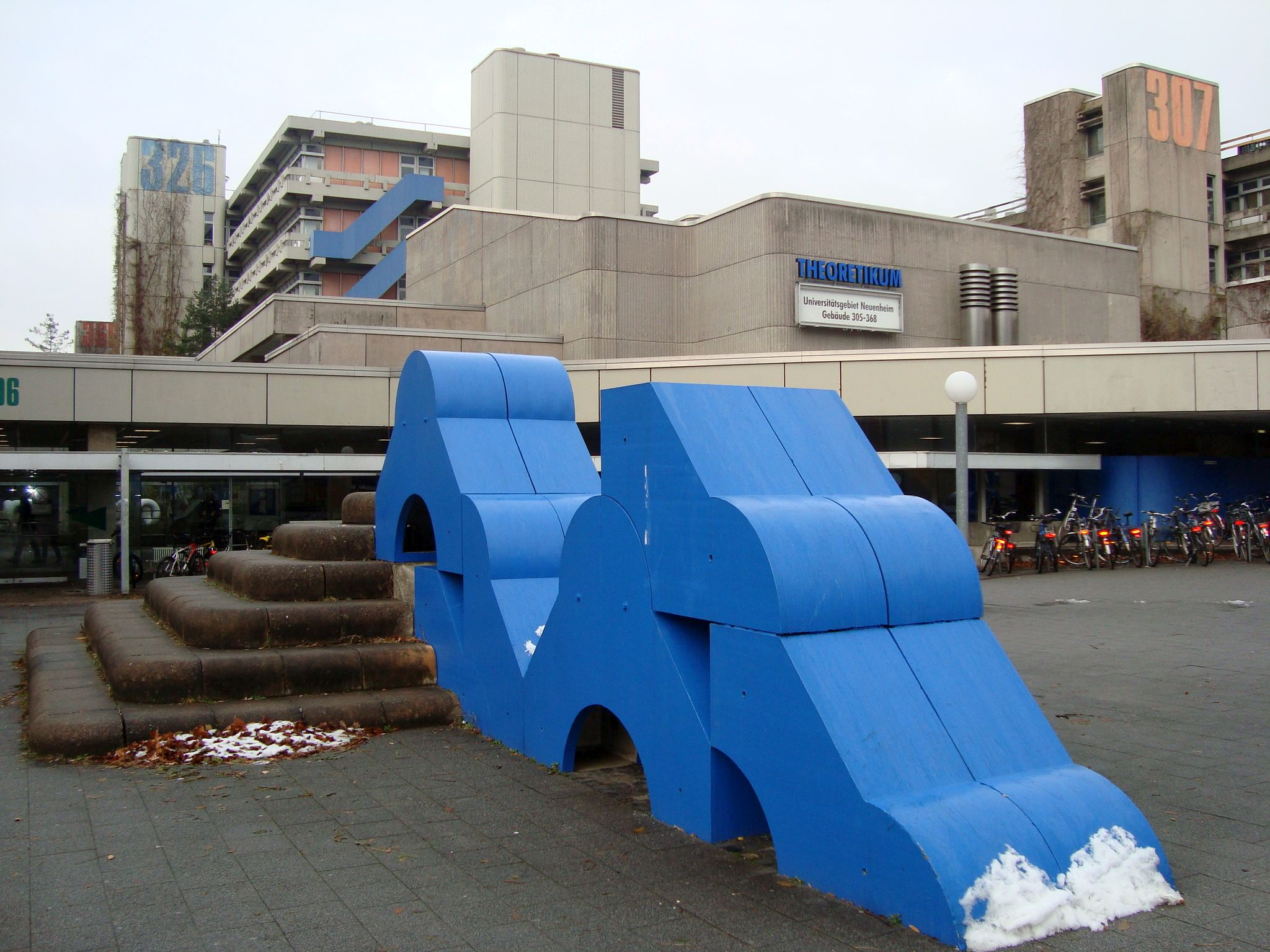
Hörsaalgebäude mit Kunst (INF 306)
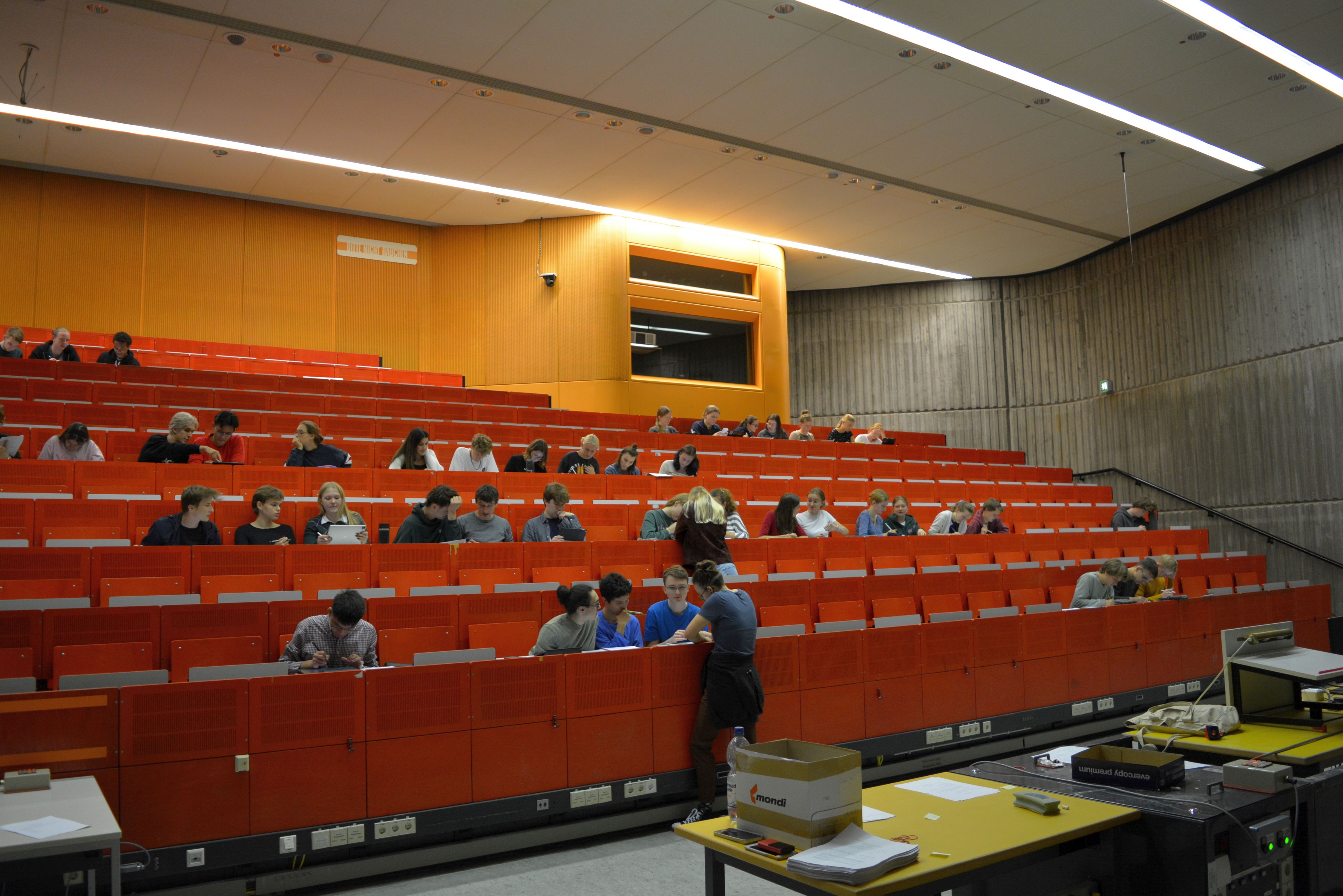
Tiefen-Hörsaal Physik (INF 307)
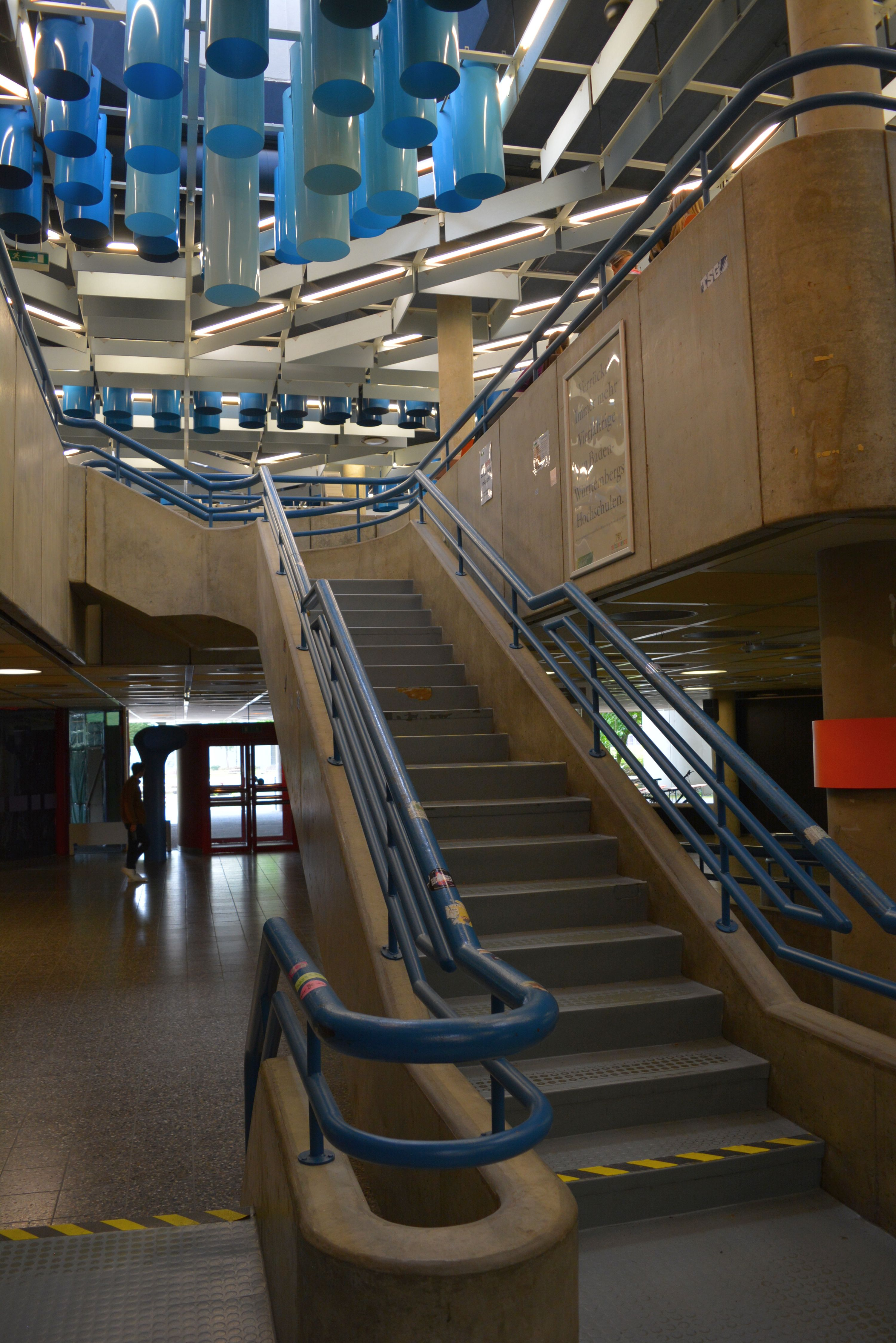
Mensa (INF 304)
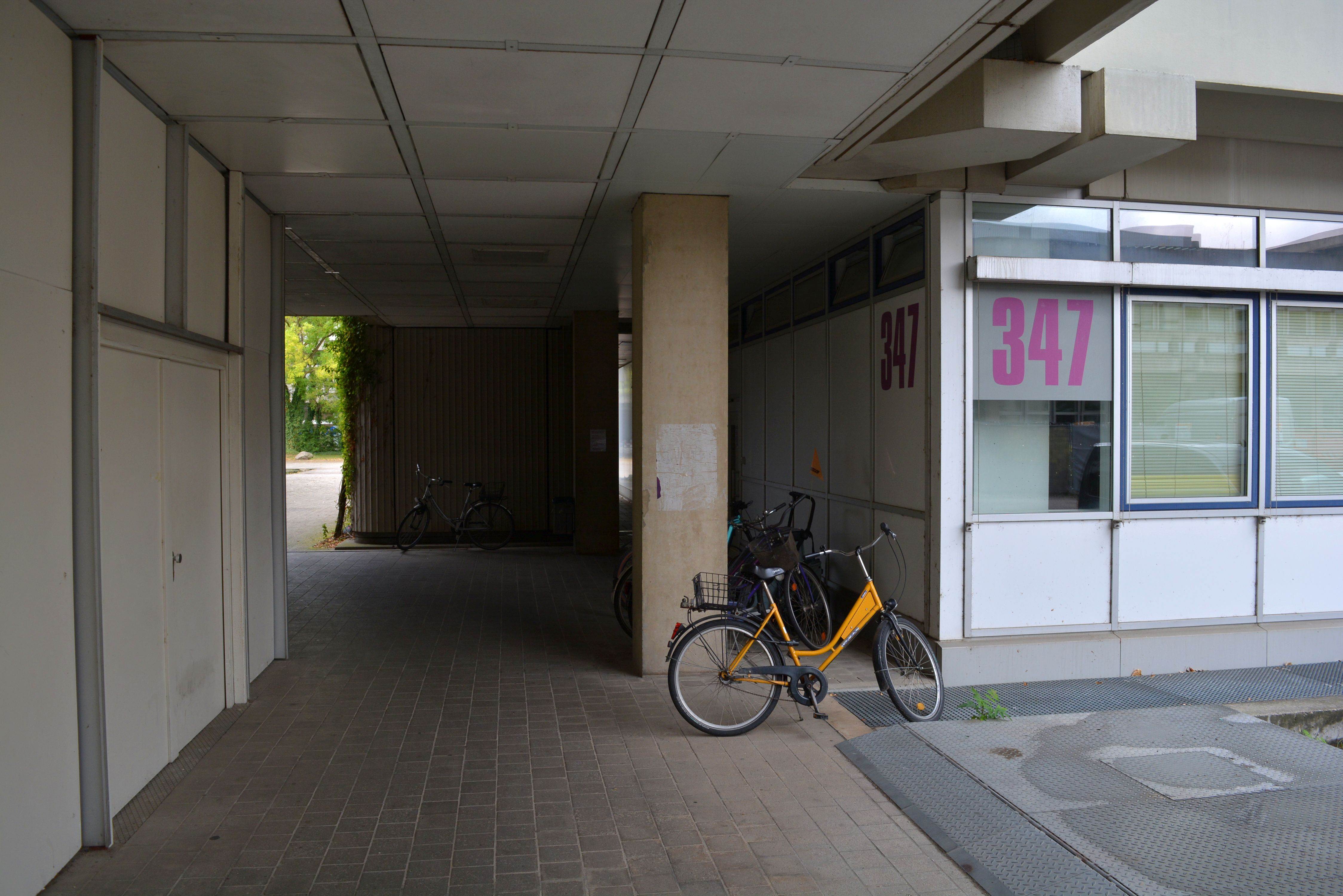
Beton-Tristesse: Willkommen im Sektor 347

## Klinikausbau (1980er)
In den 1980er Jahren wird die Kopfklinik realisiert in der sechs Fachkliniken unter einem Dach untergebracht sind. Das gesamte Klinikareal wird mit einer unterirdischen AWT-Anlage sowie Verkehrs- und Andienungsgängen verbunden und es entsteht die Idee eines Klinikrings, der bis heute erweitert wird und mit dem medizinischen Versorgungszentrum verbunden ist.

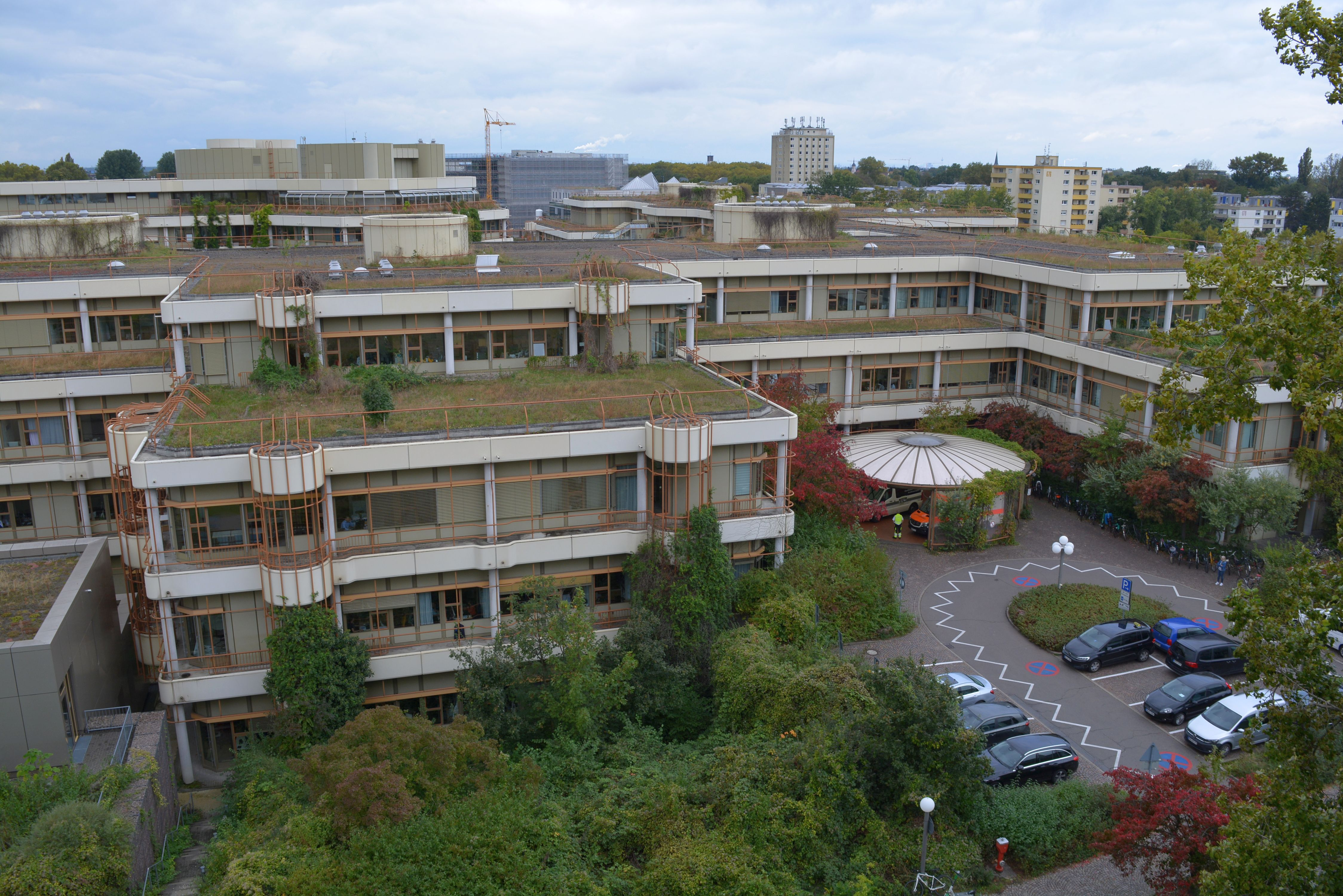
Kopfklinik (INF 400)
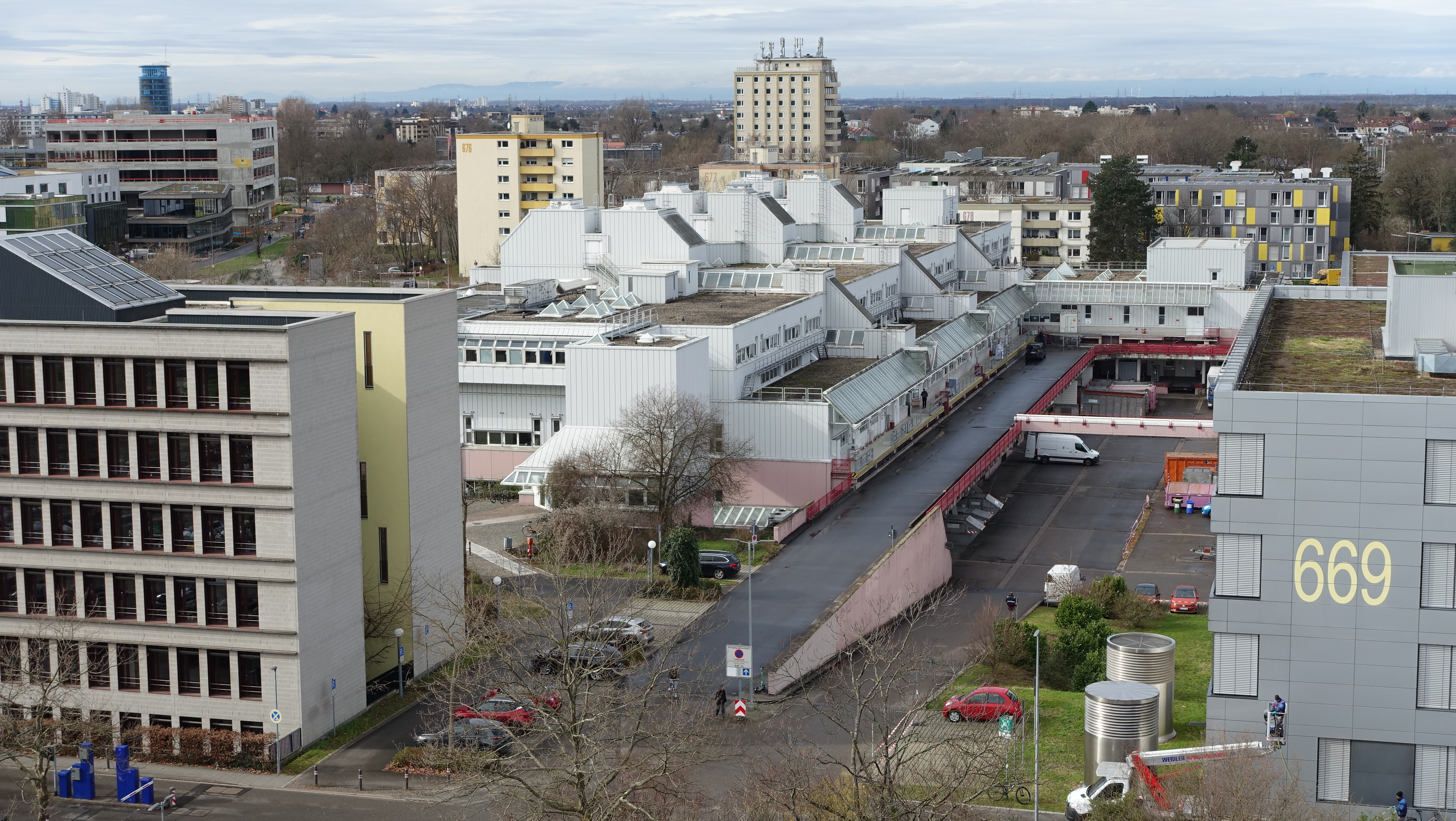
Medizinische Versorgungszentrum (INF 670)

## Nachverdichtung und Schließung des Klinikrings (ab 1990er)
Seit der Jahrtausendwende gibt es eine neue Bauwelle, zahlreiche Kliniken und medizinische Institute verlassen das Altklinikum in Bergheim und ziehen in Neubauten im Neuenheimer Feld um. Als erste große Klinik wird die Medizinische Klinik (INF 410) südlich von der Kopfklinik übergeben. 2008 wird die Kinderklinik (INF 430, Architekt Nickl & Partner) fertiggestellt und 2013 die Frauen- und Hautklinik (INF 440, Architekt Schuster, Pechtold, Schmidt). Mit dem 1. Bauabschnitt der Chirurgie (INF 420, Architekt Tiemann-Petri, Koch) wird 2021 der Klinikring geschlossen. Dadurch sind alle Kliniken unterirdisch in einem geschlossenen Kreis mit einem Karrengang bzw. einer AWT-Anlage verbunden. Außerhalb des Klinikrings erhält die Verwaltung des Klinikums einen großen Neubau. Zu den Einrichtungen, die nunmehr in Neubauten untergebracht sind, gehören ferner Studentenwohnheime, das Deutsche Krebsforschungszentrum (DKFZ) sowie das Max-Planck-Institut für ausländisches öffentliches Recht und Völkerrecht.

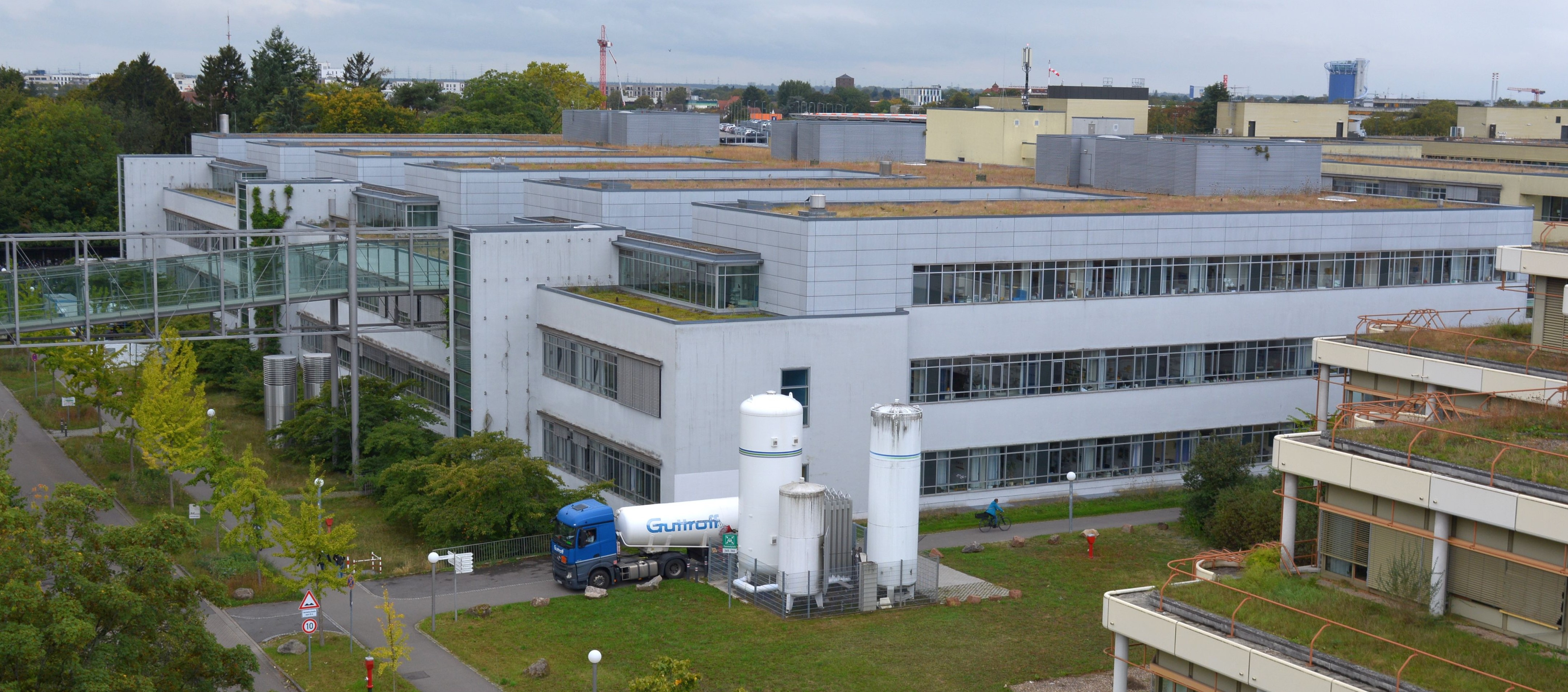
Med. Klinik (INF 410)
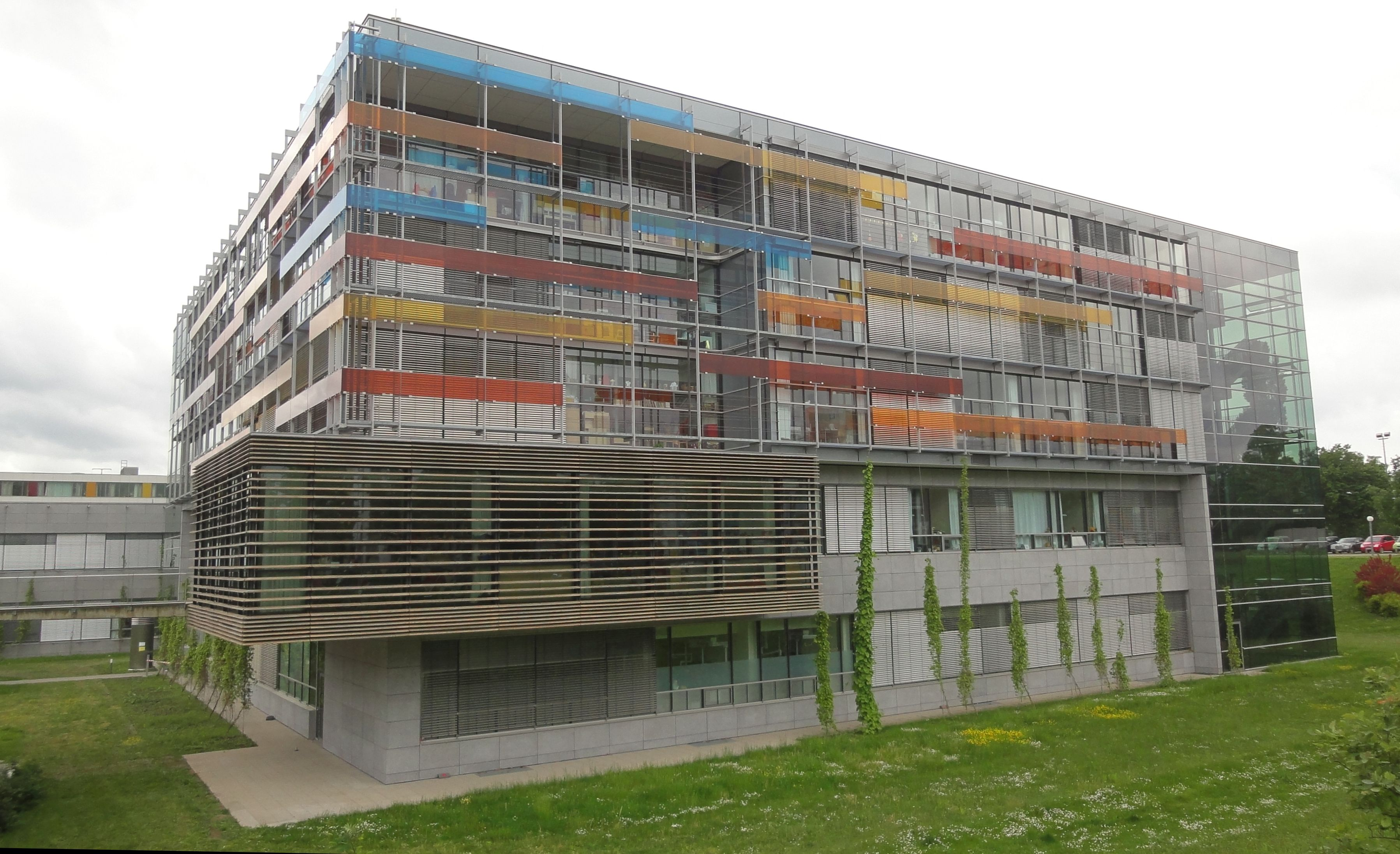
Kinderklinik von 2008 (INF 430)
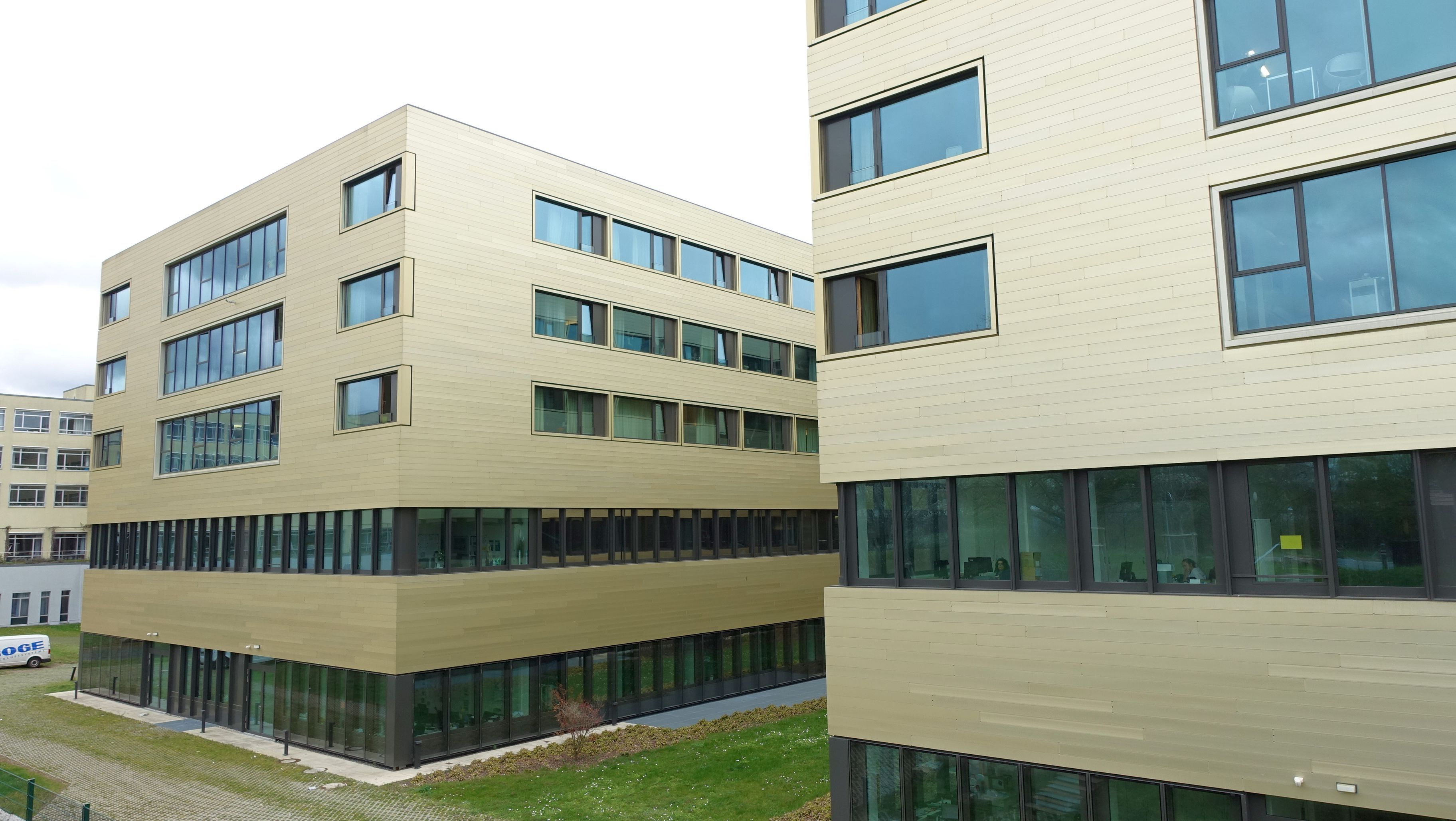
Chrirugrie 1. BA von 2022 (INF 420)
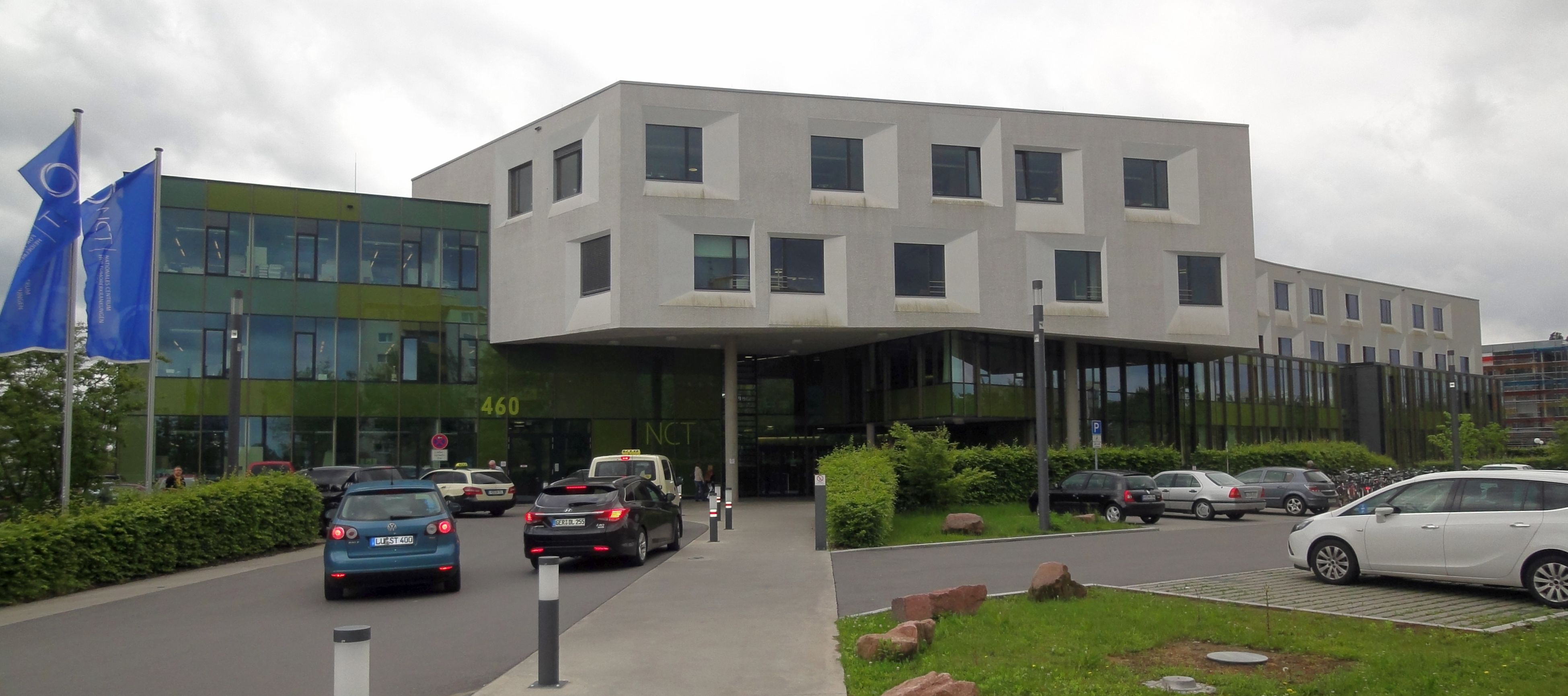
Nationales Centrum für Tumorerkrankungen (INF 460)
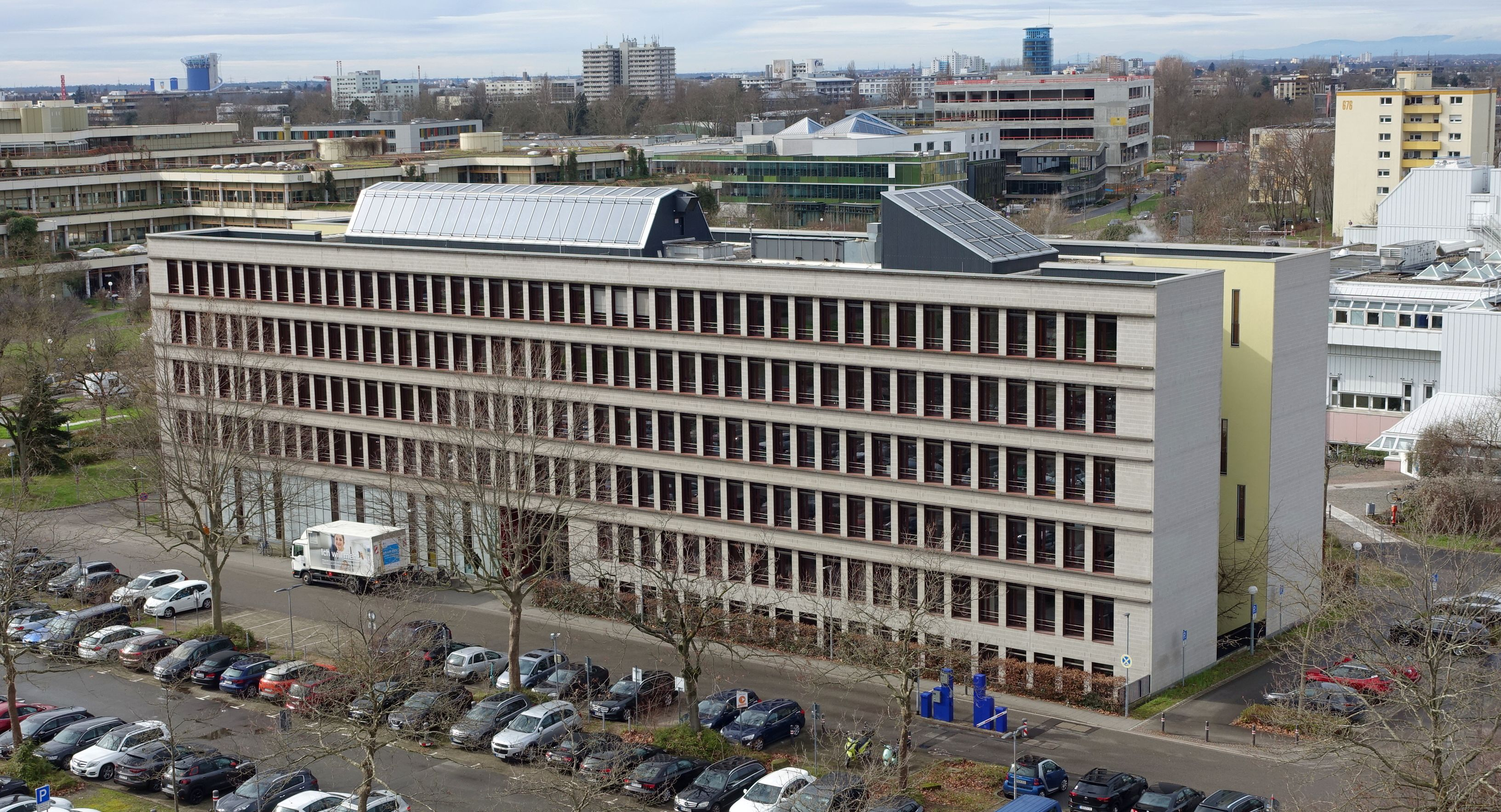
Verwaltung des UK (INF 672)
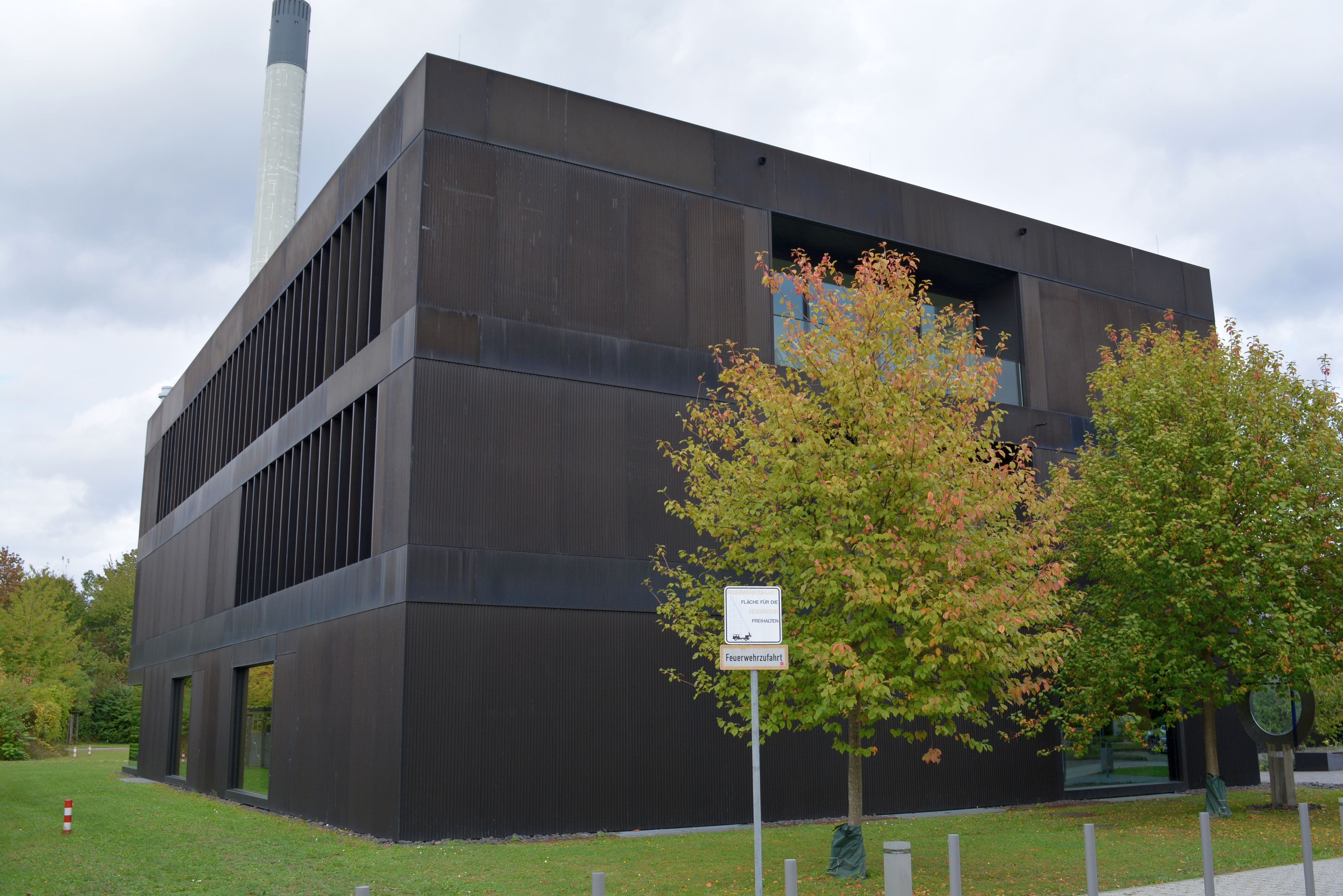
MPI für Recht (INF 536)

## Infrastruktur und Warentransport
Zum Transport zwischen den verschiedenen Gebäuden des Klinikums und der ansässigen Institute wurde ein 14 km langes unterirdisches Gangsystem unter dem Neuenheimer Feld gebaut. Durch eine fahrerlose Elektrohängebahn (AWT) werden Essen und Wäsche unterirdisch transportiert. Des Weiteren existiert ein unterirdisches Rohrpostsystem, das allen Unkenrufen und der Digitalisierung zum Trotz noch immer erweitert wird. Ein durchgängiges Ringsystem wurde mit der Fertigstellung der neuen Chirurgischen Klinik erreicht.

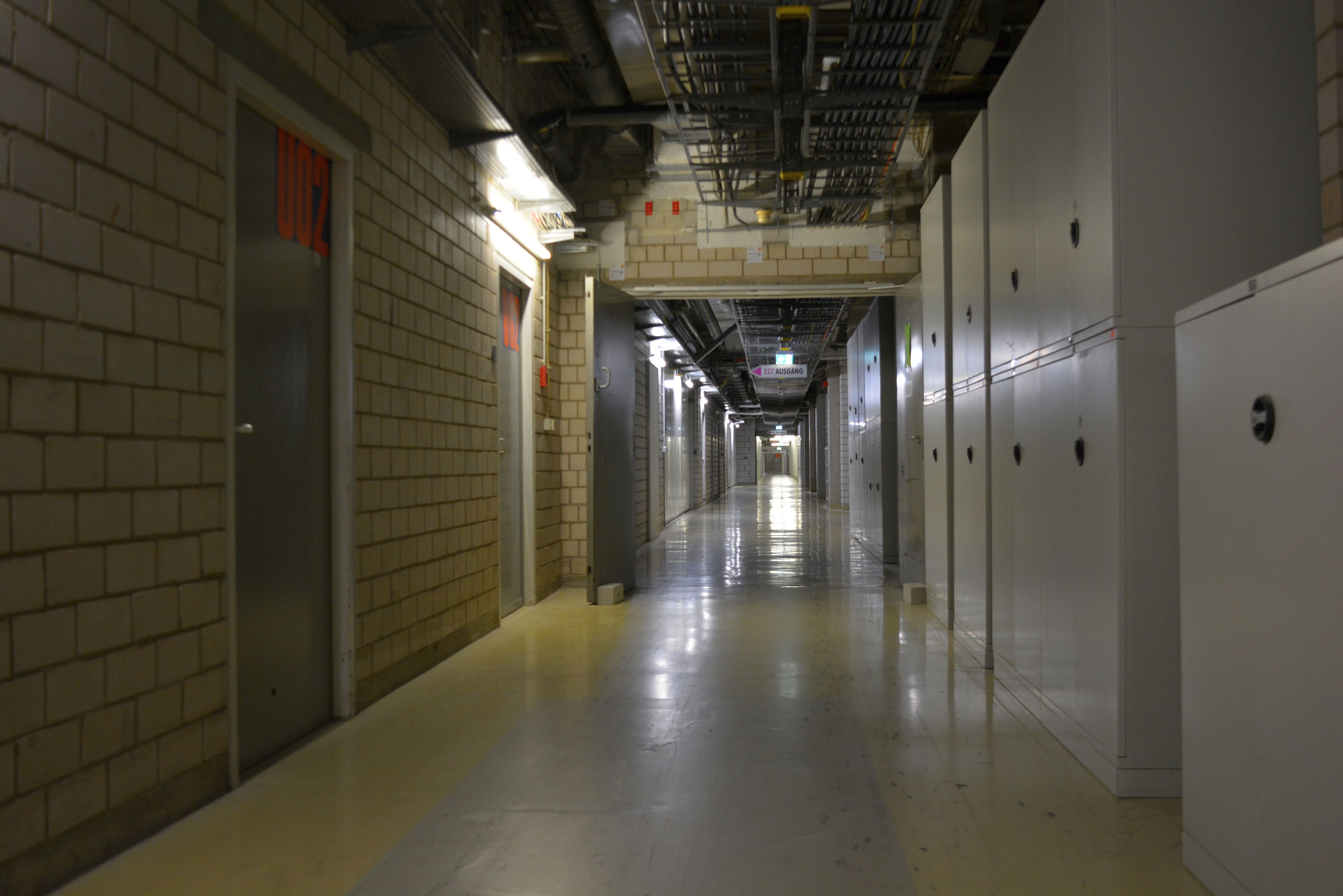
Technikebene (−1) Theoretikum
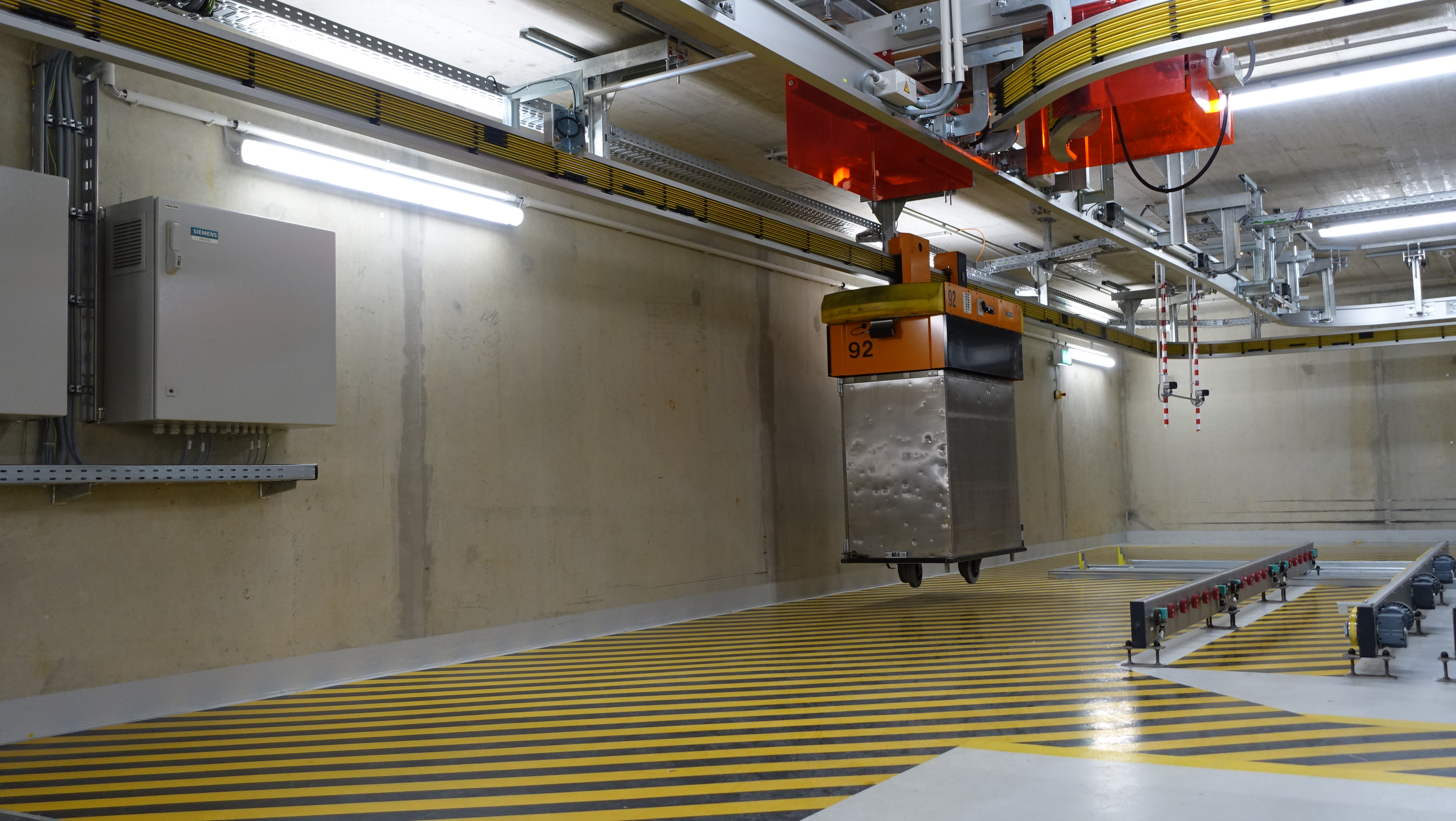
AWT-Anlage (Chirurgie)
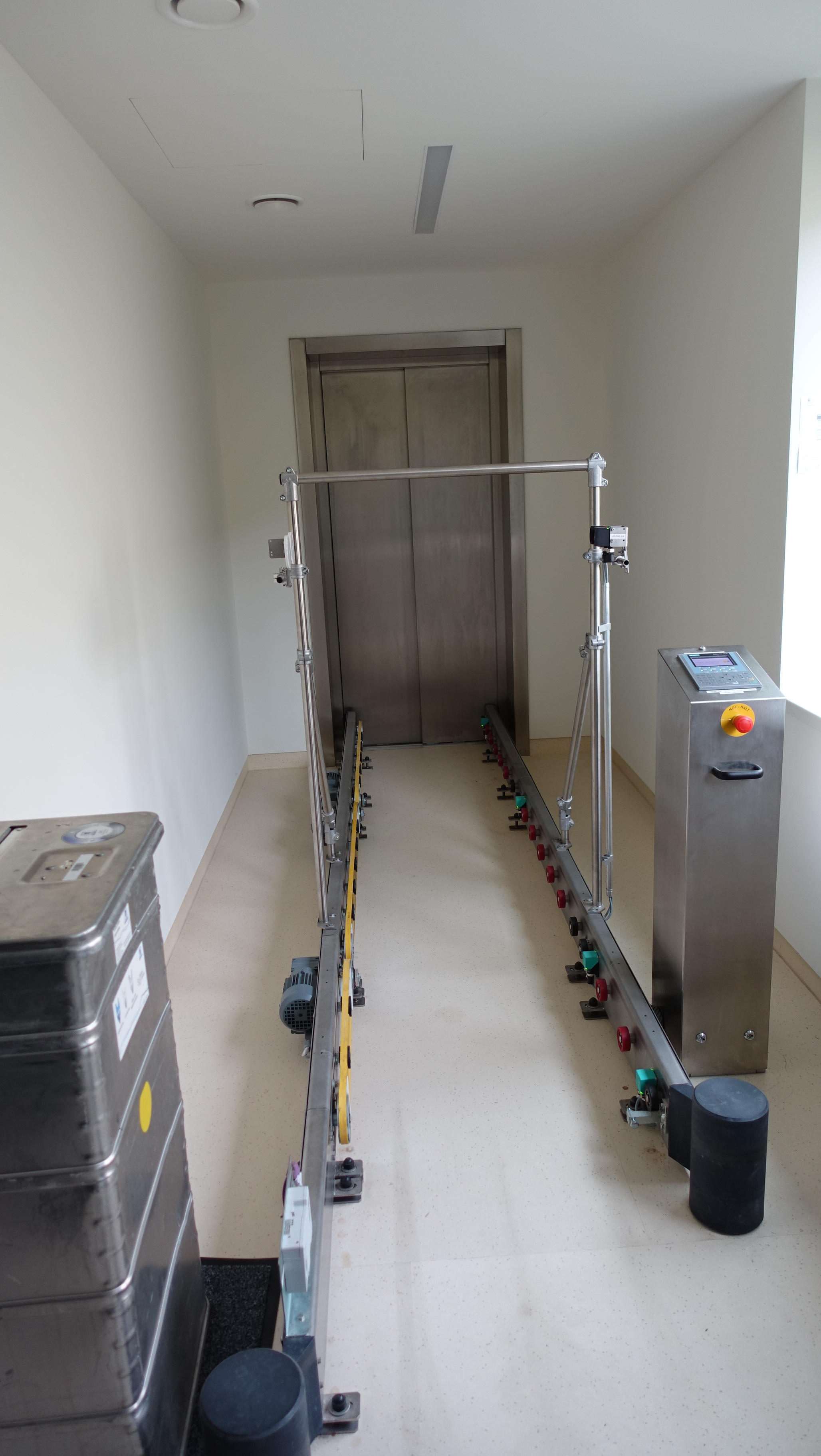
AWT-Endpunkt auf einer Station
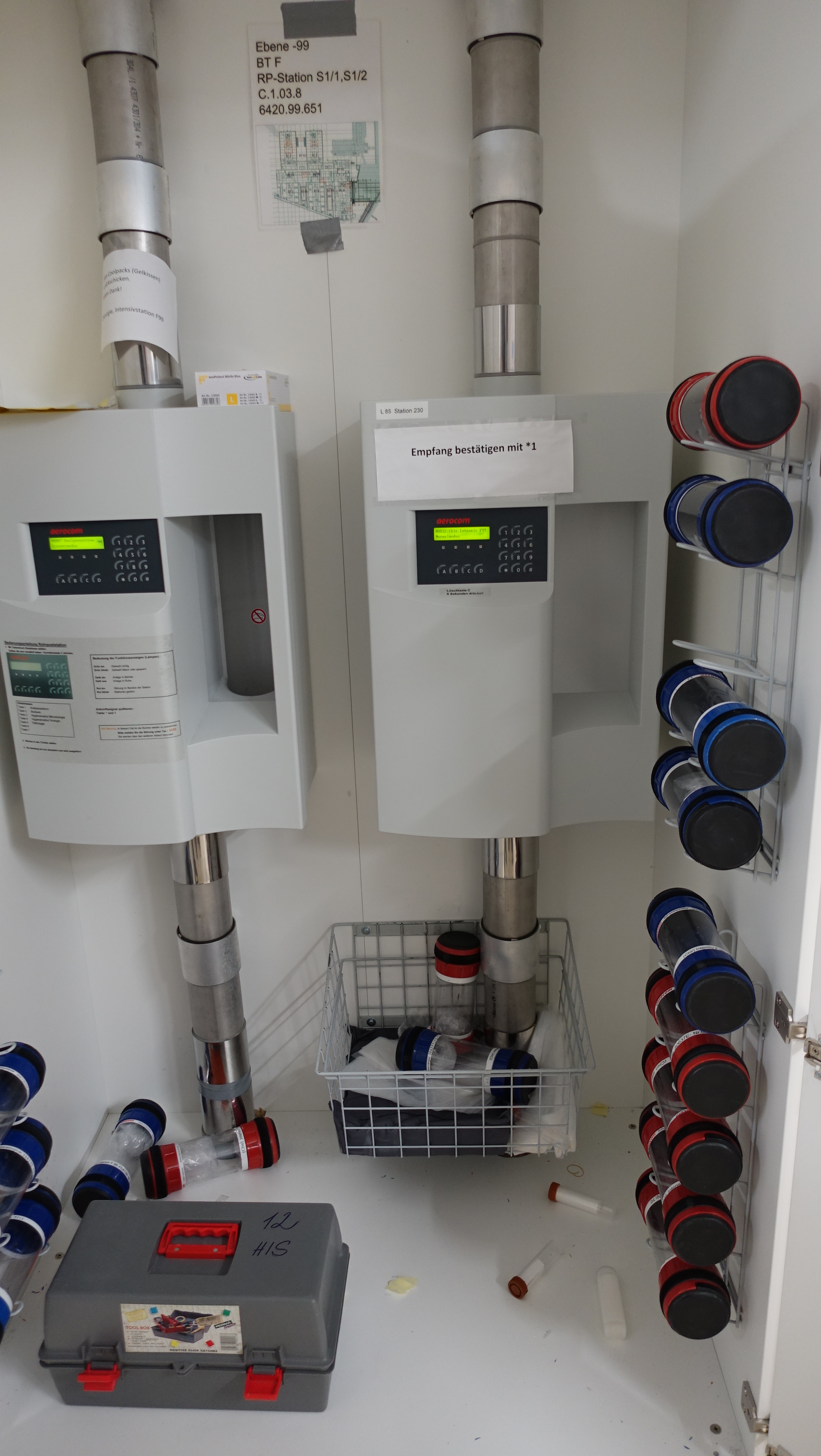
Neue Rohrpost-Anlage

## Kunst am Bau
Wie bei allen staatlichen Baumaßnahmen wurden eine Reihe von Kunstobjekten beschafft oder eigene Kunstprojekte realisiert, die mehr oder weniger explizit auf den Genius Loci eingehen.

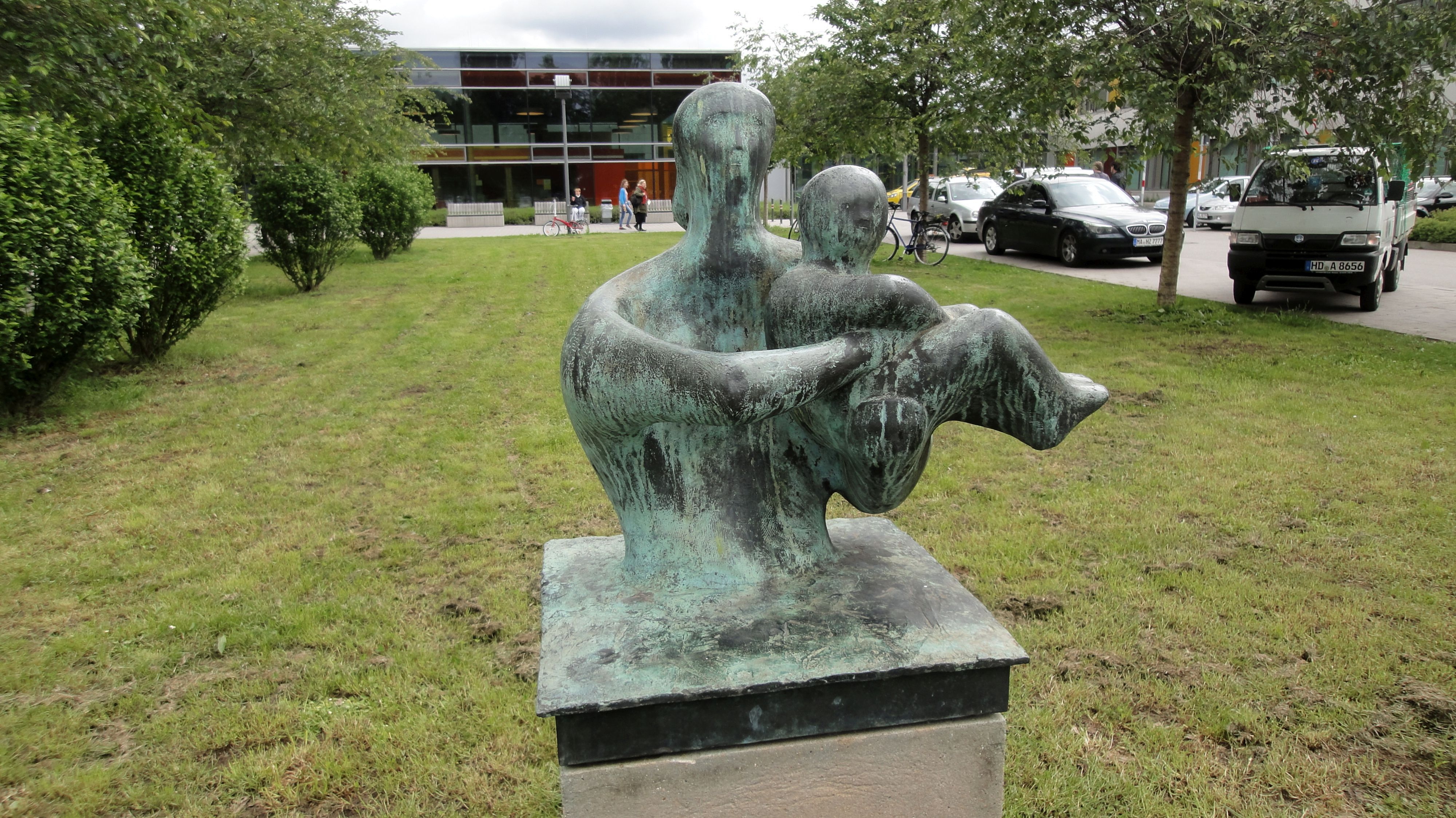
H. Moore "Mutter und Kind" 1960 (INF 430)
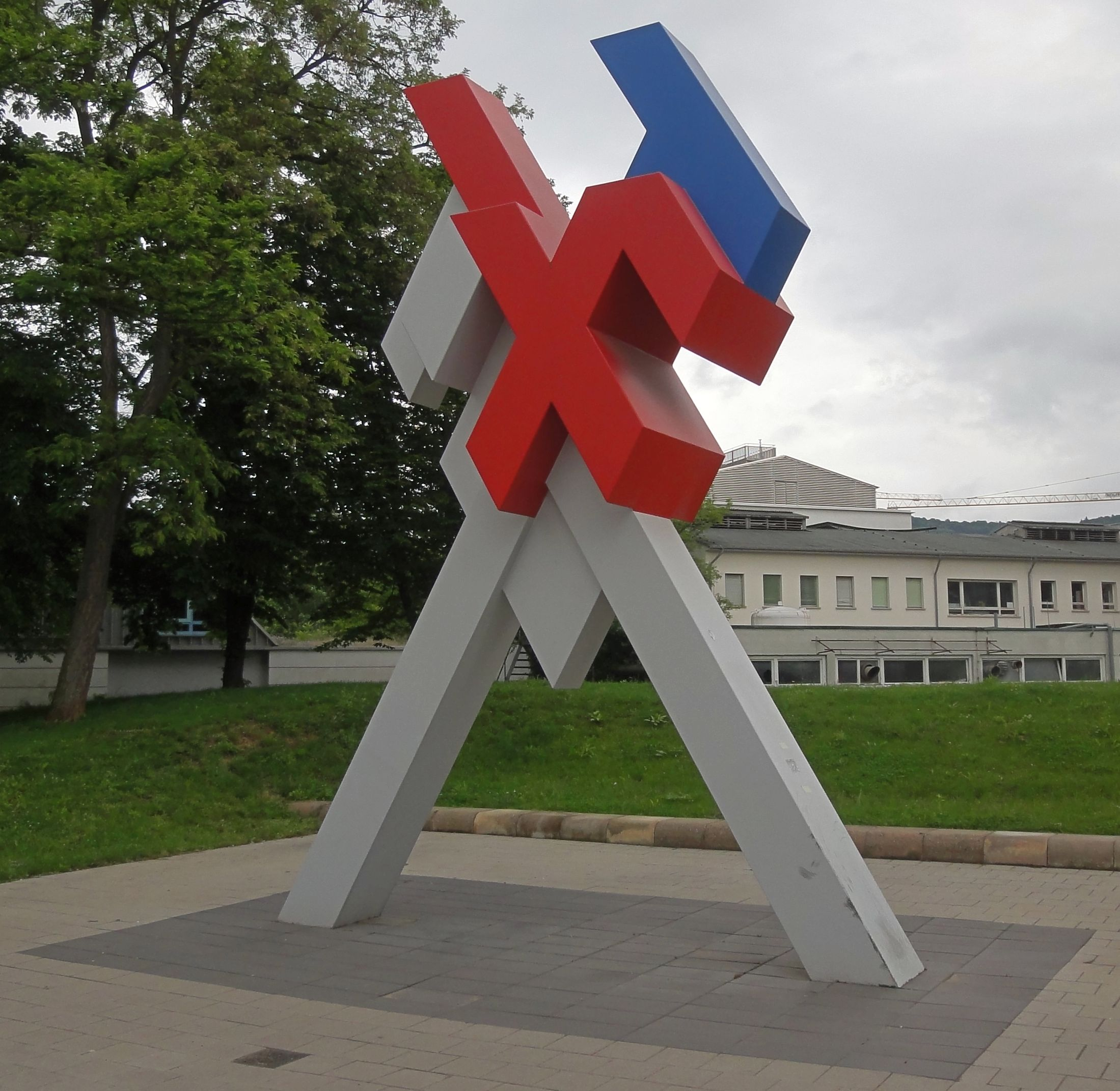
O.H. Hajek "Universitätszeichen" 1977 (INF 308)
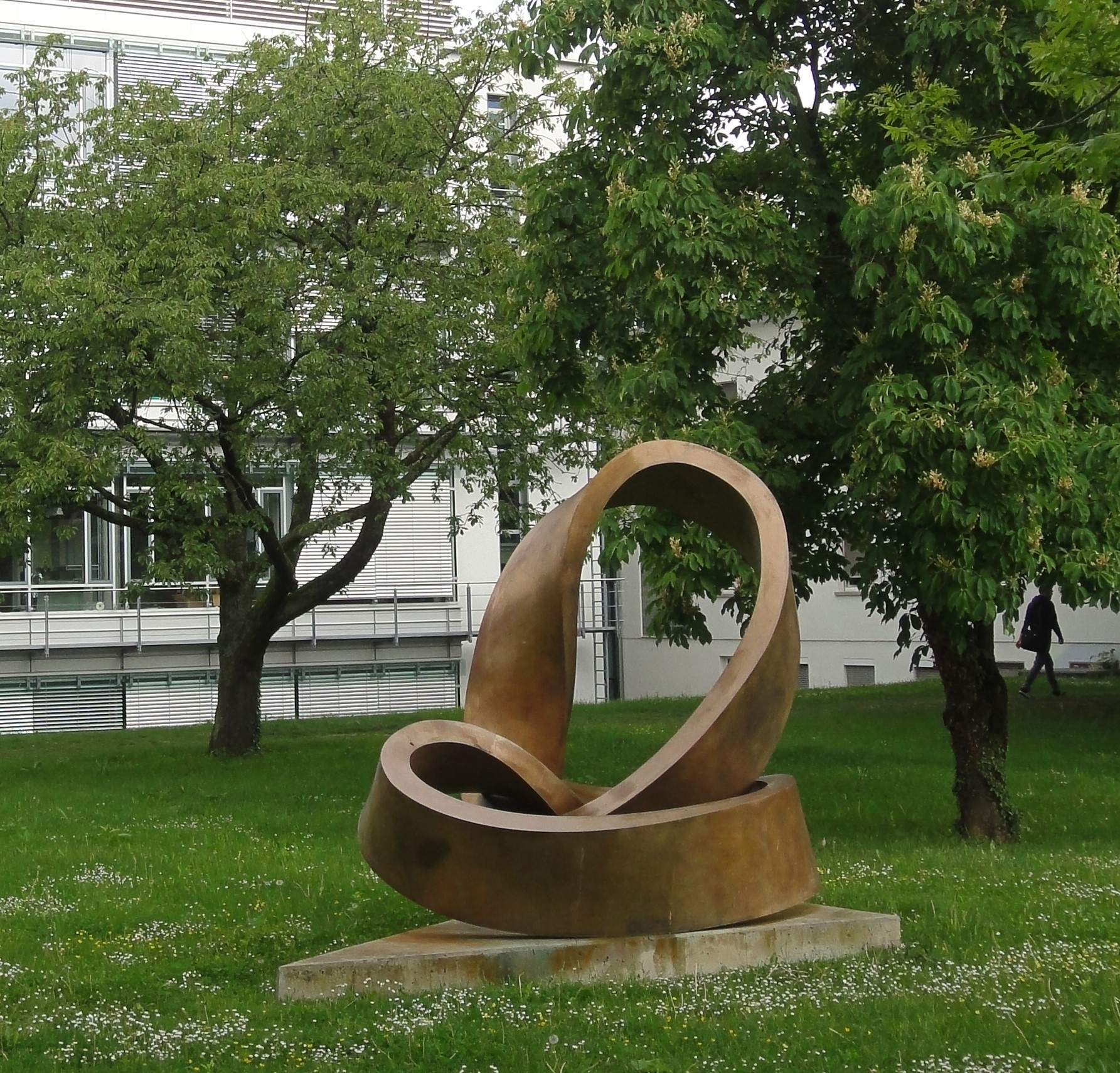
K. Horstmann-Czech "Catenan" 2009 (INF 271)
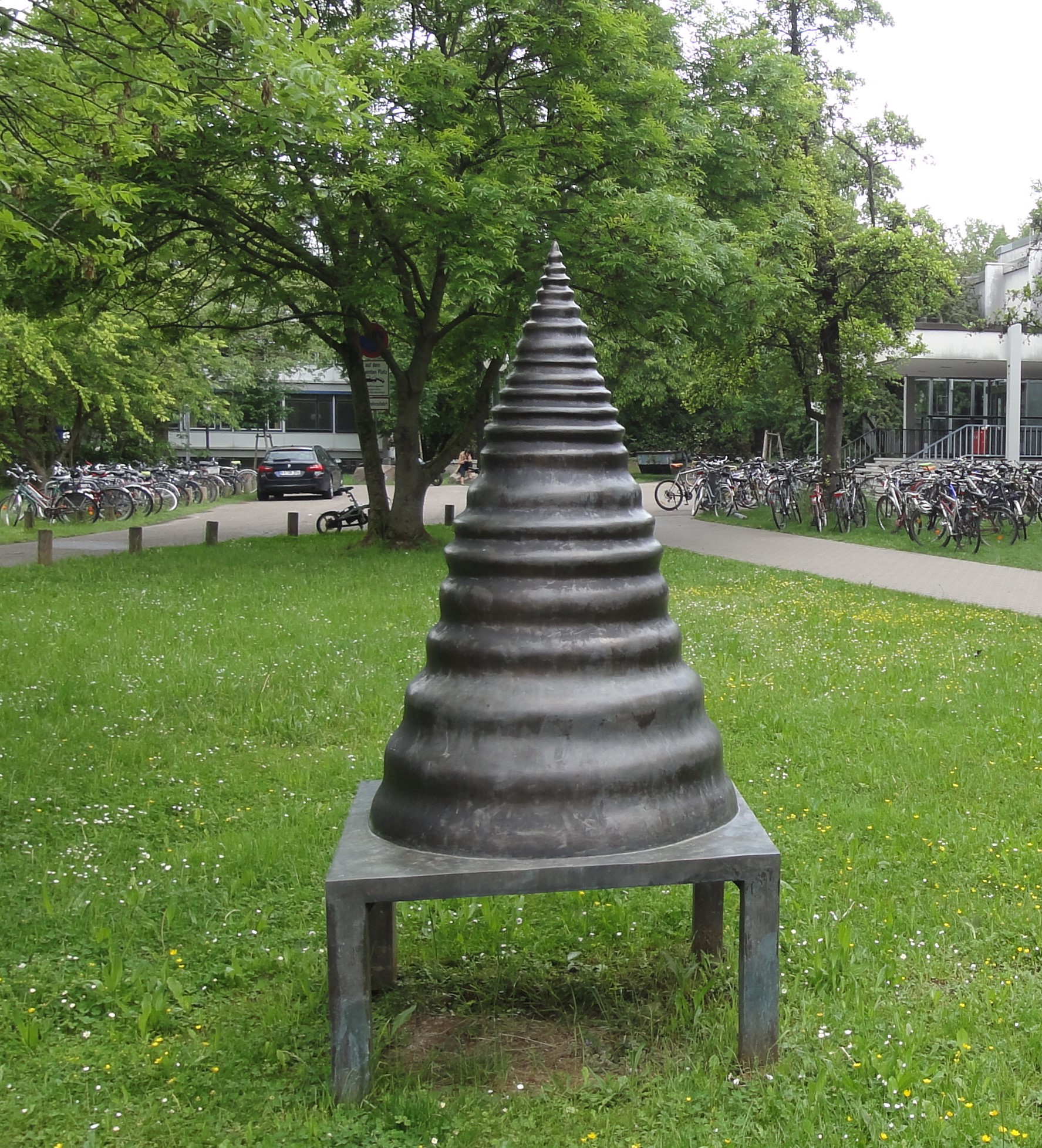
P. Telljohann "Nah dran - weit weg" 1997 (INF 276)
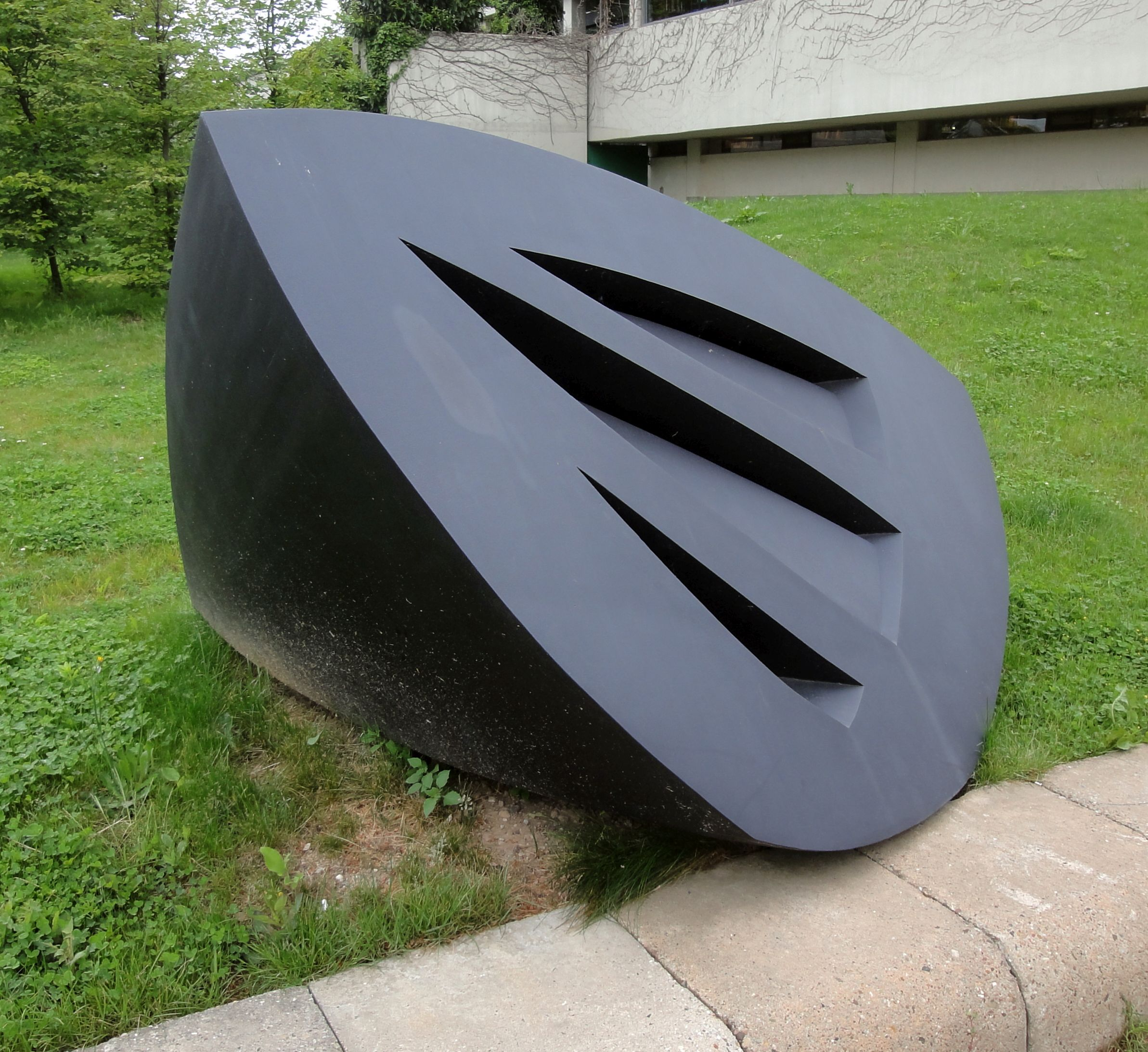
A. Zaumseil "Interior" 2011 (INF 329)
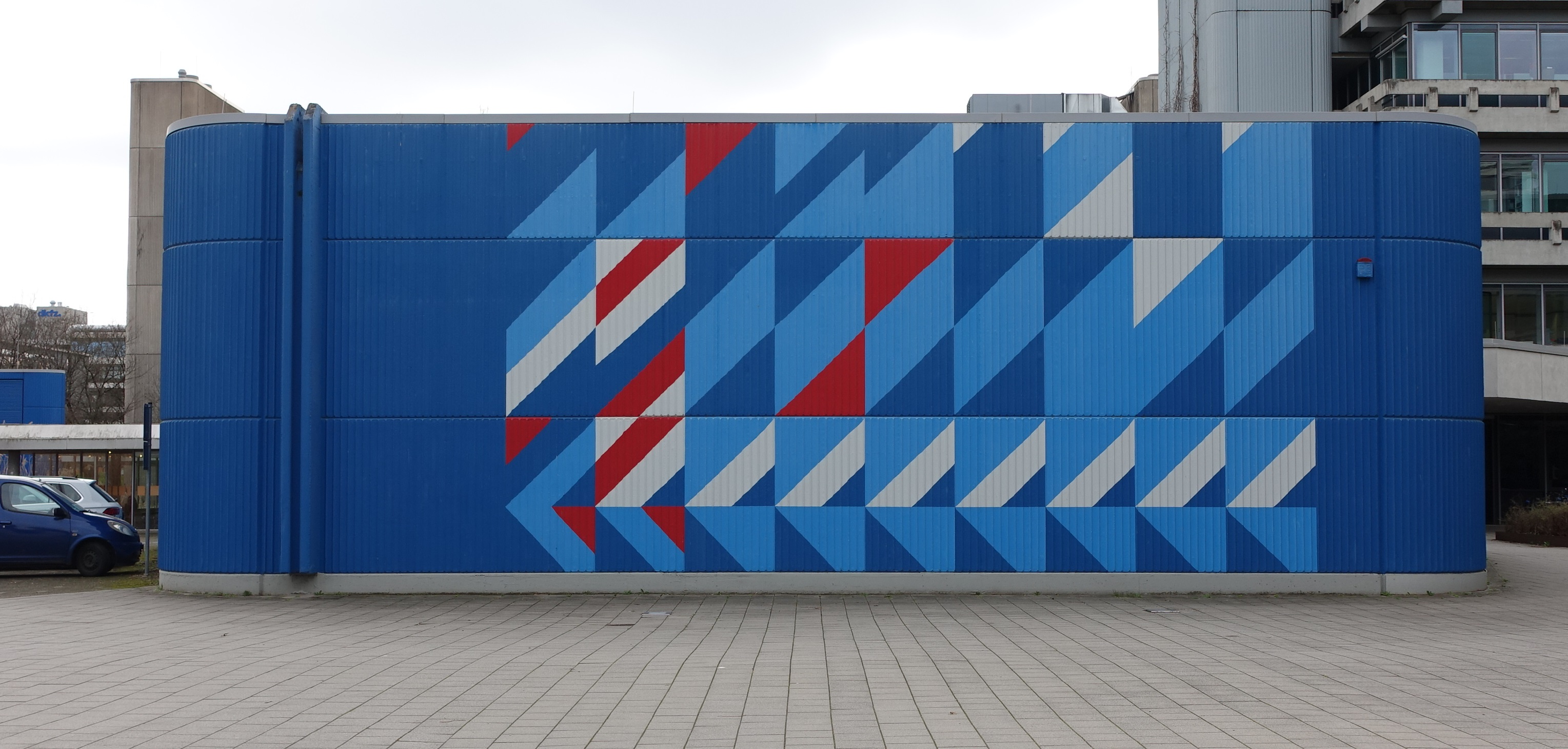
Mural am Hörsaal Physik (INF 308)
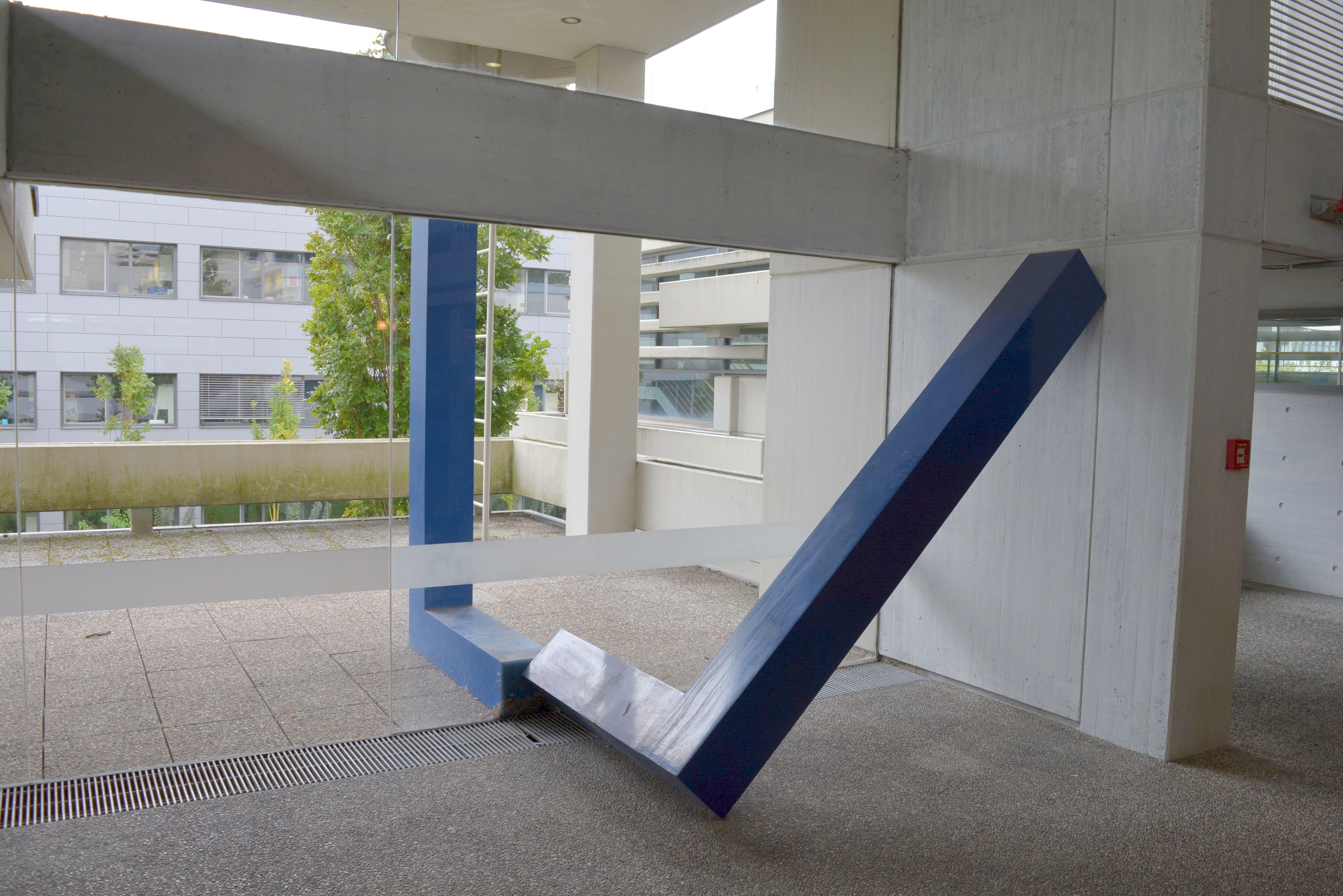
Winfried Gaul "Heiliges Zeichen OM" (INF 330)
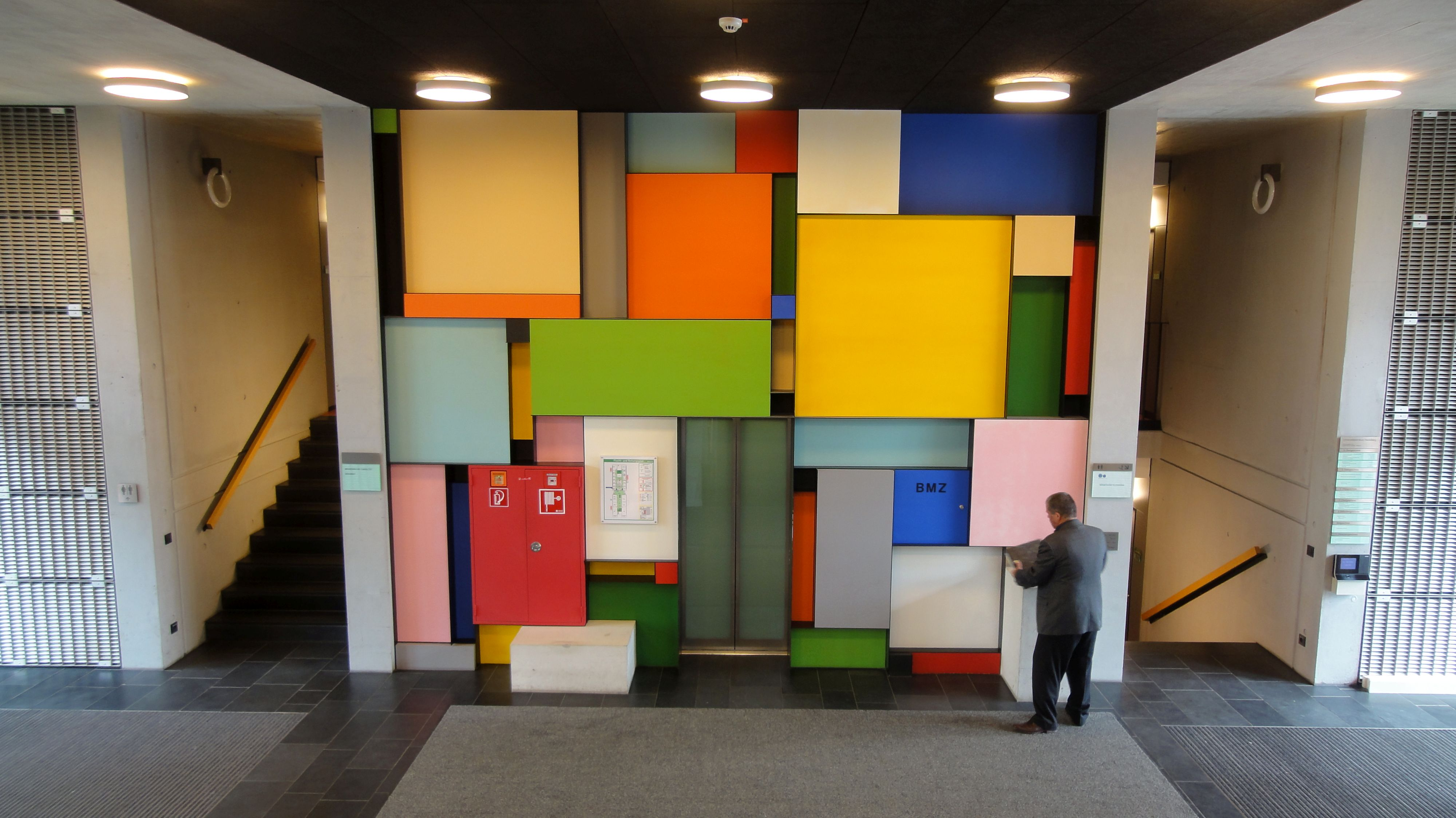
Beat Zoderer "Ohne Titel" 2003 (INF 672)

Auch auf das angrenzende Handschuhsheimer Gebiet wurde die Bebauung ausgeweitet, hier befinden sich das Institut für Sportwissenschaft, der Neubau der Pädagogischen Hochschule und seit 1985 der Technologiepark Heidelberg.
Besondere Brisanz in der Wohnbevölkerung Wieblingens, Neuenheims und Handschuhsheims haben Pläne zu einer fünften Neckarquerung, die dem Neuenheimer Feld einen direkten Autobahnanschluss verschaffen soll. Eine Erweiterung des Straßenbahnnetzes, die das Gebiet erschließen soll, befindet sich in der Planungsphase. Das Planfeststellungsverfahren wurde im Mai 2011 eingeleitet und im Juni 2014 abgeschlossen. Nach der Klage der Universität verhängte der Verwaltungsgerichtshof Baden-Württemberg im Dezember 2014 einen vorläufigen Baustopp und hob den Planfeststellungsbeschluss am 11. Mai 2016 auf.
Im Oktober 2017 einigten sich Universität, das Land Baden-Württemberg und die Stadtverwaltung darauf ein Masterplanverfahren zu beginnen. Mit dem Masterplanverfahren soll der Streit um die Stadtentwicklung im Neuenheimer Feld beigelegt und neue Entwicklungsperspektiven erarbeitet werden. Vier Planungsteams legten Entwürfe vor, die unter anderem unter Beteiligung der Öffentlichkeit diskutiert wurden. Zwei der vier Entwürfe wurden in der sogenannten Konsolidierungsphase weiter ausgearbeitet und im September 2021 präsentiert. Es steht noch nicht fest wann das Verfahren abgeschlossen werden kann.
Am 24. Januar 2022 kam es in einem im Bereich des Botanischen Gartens gelegenen Hörsaal zu einem Amoklauf, bei dem ein Mensch getötet und drei weitere verletzt wurden. Der Täter, ein 18-jähriger Student, erschoss sich anschließend selbst. Nach ersten Einschätzungen habe die Tat weder religiöse noch politische Hintergründe gehabt. Als wahrscheinlich gelten eine Beziehungstat oder psychische Probleme.